# Stammliste des Hauses Schönburg

Stammwappen der Grafen und Fürsten von Schönburg

Alle heute noch lebenden („muldenländischen“) Schönburgs gehen auf Hermann I. und seinen Sohn Hermann II. zurück. Hermann I. gründete den Ort Geringswalde und die dortige Burg, plante wohl schon die Gründung des dortigen Hausklosters der Schönburgs, die unter Hermann II. stattfand, und errichtete höchstwahrscheinlich auch Burg Glauchau.

## Stammliste der markmeißnischen/Geringswalder Linie
1. Ernst I., Herr von Schönburg (um 1458–1489), Besitzer von Burg/Schloss Glauchau/Hinterglauchau[1] ⚭ Anna von Rieneck (1458–1525)
  1. Anna (1479–1533)
  2. Wolf I., Freiherr von Schönburg (* 1482, † Ende 1529 in Kloster Chemnitz)[2]
  3. Elisabeth (1484–1522)
  4. Ernst II., Freiherr von Schönburg (* 1486 Glauchau, † 12. September 1534), Besitzer der Schlösser Hinterglauchau,[3] Forderglauchau,[4] Hartenstein[5] sowie Waldenburg.[6] ⚭ Amalia Burggräfin von Leisnig († 1559)[7]
    1. Wolf (1527–1532)
    2. Johann Ernst (1528–1545)
    3. Georg I. von Schönburg-Glauchau (1529–1585)[8] ⚭ I) 25. Dezember 1547 Gräfin Dorothea von Mansfeld zu Vorder-Ort (1519–1550); ⚭ II) Glauchau 12. Februar 1551 Dorothea Reuss zu Greiz (1522–1572); ⚭ III) Katharina Agathe von Putbus (1549–1608)
      1. Augustus von Schönburg-Glauchau (1583–1610)

    4. Hugo I., Freiherr von Schönburg-Waldenburg († 1565) oder (1530–1566[9]), angeblicher Erbauer des vorderen Waldenburger Renaissance-Schlosses
      1. Hugo II., Freiherr von Schönburg-Waldenburg († 1606), ist 1572 Besitzer von Schloss Hartenstein[5]
        1. Otto Albert, Freiherr von Schönburg-Waldenburg († 1681)
          1. Otto Ludwig, Freiherr von Schönburg-Waldenburg († 1701), seit 7. August 1700 im Reichsgrafenstand; → Nachfahren siehe unten

    5. Wolf(gang) II., Freiherr von Schönburg-Penig (1532–1581)[10][11] ⚭ Anna Schenk von Landsberg († 1568 oder 1586[12])
      1. Wolfgang III., Freiherr von Schönburg-Penig (1556–1612)[13] ⚭ Anna Barbara Reuß von Plauen zu Untergreiz
        1. Wolf Ernst, Freiherr von Schönburg-Remissau (1582–1623), Herr zu Penig und Glauchau, erstach im Streit seinen Bruder Otto Wilhelm (1587–1617) im Schloss Hinterglauchau, gerichtlich freigesprochen; → Nachfahren siehe unten
        2. Wolfgang Heinrich I., Freiherr von Schönburg-Penig (1605–1657); → Nachfahren siehe unten

    6. Anna (1531–1556)
    7. Dorothea (1534–1539)

  5. Margarethe (1489–1535)

Ein Wolf von Schönburg, Herr zu Rochsburg, der nach 1570, aber vor 1588, verstorben sein muss, war in zweiter Ehe mit Johanna Freiin von Scharfenberg verheiratet.

### Nachfahren von Otto Ludwig (Schönburg-Waldenburg, -Hartenstein, -Lichtenstein, -Stein)
1. Otto Ludwig, Freiherr von Schönburg-Waldenburg († 1701), seit 7. August 1700 im Reichsgrafenstand; → Vorfahren siehe oben
  1. Georg Albrecht, Graf von Schönburg-Hartenstein († 1716)
    1. Friedrich Albrecht, Graf von Schönburg-Hartenstein († 1786)

  2. Otto Wilhelm, Graf von Schönburg-Lichtenstein († 1747)
    1. Wilhelm Heinrich, Graf von Schönburg-Lichtenstein († 1740)

  3. Ludwig Friedrich, Graf von Schönburg-Stein († 1736)
    1. Albrecht Karl, Graf von Schönburg-Stein († 1765)
      1. Otto Karl Friedrich, Graf von Schönburg-Stein (1758–1800), seit 9. Oktober 1770 im Reichsfürstenstand, ⚭ 9. Dezember 1779 Henriette Eleonore Elisabeth Gräfin Reuss zu Köstritz (1755–1829)
        1. Otto Alexander (1781–1782), ihm ist das "Denkmal des Erstgeborenen" im Grünfelder Park gewidmet.[15]
        2. Victoria Albertine (1782–1840)
        3. Juliane Ernestine (1784–1838)
        4. Otto Victor, 1. Fürst von Schönburg-Waldenburg (1785–1859); → Nachfahren siehe unten
        5. Friedrich Alfred, 1. Fürst von Schönburg-Hartenstein (1786–1840)
        6. Heinrich Eduard, 2. Fürst von Schönburg-Hartenstein (1787–1872); → Nachfahren siehe unten
        7. Marie Klementine (1789–1863), ⚭ Heinrich Graf von Schönburg-Glauchau († 1881)

  4. Christian Heinrich, Graf von Schönburg-Waldenburg († 1753), ⚭ Friederike Auguste von Limpurg
    1. Christian August, Graf von Schönburg-Waldenburg († 1754)
    2. Sophie von Schönburg-Waldenburg († 1757), Miterbin von Limpurg, ⚭ Friedrich Ernst, Graf von Welz († 1741)

#### Nachfahren von Otto Victor (Schönburg-Waldenburg)
1. Otto Victor, 1. Fürst von Schönburg-Waldenburg (1785–1859) ⚭ Thekla von Schwarzburg-Rudolstadt (1795–1861); → Vorfahren siehe oben, Nachfahren von Otto Ludwig
  1. Marie (1818–1829)
  2. Otto Friedrich, 2. Fürst von Schönburg-Waldenburg (1819–1893)
    1. Otto Karl Victor, Erbprinz von Schönburg-Waldenburg (1856–1888)
      1. Lucia (1881–1894)
      2. Otto Victor, 3. Fürst von Schönburg-Waldenburg (1882–1914) ⚭ Eleonore Anna Lucie, Prinzessin zu Sayn-Wittgenstein-Berleburg (1880–1965)
      3. Alexander (1883–1888)
      4. Sophie (1885–1936), ⚭ Wilhelm Prinz zu Wied, Fürst von Albanien (1876–1945)
        1. Marie Eleonore Prinzessin zu Wied (1909–1956), ⚭ I) 1937 Alfred von Schönburg-Waldenburg (1905–1941); ⚭ II) 1949 Ion Octavian Bunea
        2. Karl Viktor von Albanien, Prinz zu Wied (1913–1973), ⚭ 1966 Eileen Johnston (1922–1985)

      5. Günther, 4. Fürst von Schönburg-Waldenburg (1887–1960), auf Waldenburg, Lichtenstein, Belgershain und Pomßen ⚭ 1926 Hertha Rötzschke (1890–1959) – keine Kinder

    2. Otto (1860–1888)
    3. Thekla (1862–1869)
    4. Elisabeth (1864–1949), ⚭ Ernst Graf von Wurmbrand-Stuppach (1866–1924)
    5. Otto Sigismund (1866–1936) ⚭ 1920 Emilie Friederike Handschke (1876–1964)
    6. Heinrich Otto Friedrich (1867–1937), ⚭ 9. Juli 1906 Marie Luise von Simolin-Wettberg (1874–1956)

  3. Ida (1821–1895), ⚭ 9. August 1877 Viktor Graf von Wartensleben († 1900)
  4. Hugo (1822–1897), Herr auf Schloss Droyßig, ⚭ 29. April 1862 Hermine Prinzessin Reuß (1840–1890)
    1. Heinrich (1863–1945), ⚭ I) Olga Prinzessin zu Löwenstein-Wertheim-Freudenberg (1880–1961), ⚭ II) 1921 Adelheid Prinzessin zur Lippe-Biesterfeld (1884–1963), auf Droyßig
      1. Hermine (1899–1982) ⚭ 1919 Prinz Heinrich XXXVI. Reuß (1888–1956)
      2. Amélie (1902–1995) ⚭ 1922 Adolf Fürst zu Bentheim-Tecklenburg (1889–1967)
      3. Alfred (1905–1941) ⚭ 1937 Marie Eleonore Prinzessin zu Wied (1909–1956)
      4. Hugo (1910–1942) ⚭ 1937 Waltraut von Klüchtner (1918–1979)
        1. Michaela (* 1940) ⚭ I) 1963 (gesch. 1974) Alexander Fürst zu Hohenlohe-Jagstberg (* 1937); ⚭ II) 1975 (gesch. 1985) Wolfgang Prinz zu Oettingen-Oettingen und Oettingen-Wallerstein (1924–2001); ⚭ III) 1985 Alfredo Sigfrido von der Becke-Klüchtzner (* 1929)

      5. Marie (1922–2004), ⚭ Wolff Freiherr von Wolzogen und Neuhaus (1910–2003)

    2. Margarita (1864–1937), ⚭ 4. Oktober 1888 Heinrich Prinz zu Schoenaich-Carolath (1852–1920)
    3. Emma (1865–1966)
    4. Elisabeth (1867–1943)

  5. Emma (1824–1839)
  6. Mathilde (1826–1914), ⚭ 27. September 1847 Adolf Prinz von Schwarzburg-Rudolstadt (1801–1875)
  7. Georg (1828–1900), Herr auf Schloss Hermsdorf ⚭ 7. Oktober 1862 Luise Prinzessin zu Bentheim-Tecklenburg (1844–1922)
    1. Hermann (1865–1943), Herr auf Hermsdorf, Grünberg und Schneeberg ⚭ 5. Juli 1912 Thekla von Rothenberg (1862–1941)
    2. Ulrich Georg (1869–1939), Herr auf Schloss Guteborn, ⚭ 24. Februar 1900 Pauline Prinzessin zu Löwenstein-Wertheim-Freudenberg (1881–1945)
      1. Charlotte Pauline Luise Amalie (1901–1982)
      2. Wolf Georg Alfred, 5. Fürst von Schönburg-Waldenburg (1902–1983) ⚭ 1944 Comtessa Luciana Bargagli-Stoffi (1921–1984)
        1. Gracia Dorothea Guglielma (* 1946), ⚭ 1976 Gianfranco Vailati (* 1937)
        2. Alessandra Luisa Carlotta (* 1949), ⚭ 1981 Ricardo di Tanturri Horatio (* 1944)
        3. Anna-Luisa Ermanna Pia Cecilia (* 1952), ⚭ 1977 Don Fabrizio Pignatelli della Leonessa dei Principi di Monteroduni (* 1952)

      3. Dorothea Luise Pauline (1905–2000)
      4. Georg Ulrich (1908–1982)
        1. Anna-Amelie Madeleine Charlotte Marie Therese Sibylle Ulrike (1936–1966), ⚭ Franz Salvator Erzherzog von Österreich, Prinz von Toscana (1927–2012)
        2. Clementine Pauline Hermine Dorothea Antonie Ottilie (* 1936)
        3. Stephanie Pauline Amelie Walpurgis Alexandrine (* 1938), ⚭ 1960 Ludwig Graf von Waldburg zu Wolfegg und Waldsee (* 1934)
        4. Luise Pauline Amelie Vibeke Emma (* 1943), ⚭ 1968 Andreas Prinz zu Hohenlohe-Langenburg (* 1938)

      5. Wilhelm (1913–1944) ⚭ 1939 Marie Elisabeth Prinzessin zu Stolberg-Roßla (1921–1975), Adoptivsohn seiner Tante Anna Luise Fürstin von Schwarzburg
        1. Ulrich (* 1940–2022), ⚭ 1972/1977 Brigitte Hirschle (* 1943–2017)
          1. Verena Alexandra Natalie (* 1971)

        2. Wolf Christoph (* 1943), ⚭ 1968 Eveline Mente (* 1944)
          1. Kai-Philipp Wolf (* 1969), ⚭ 1994 (gesch. 2001) Isabelle Borges Sampaio (* 1966)

    3. Anna Luise (1871–1951), ⚭ 1891 Günther Victor, Fürst von Schwarzburg-Rudolstadt (1852–1925)

  8. Ottilie (1830–1880), ⚭ 1856 Richard Klemens Graf von Schönburg-Hinterglauchau
  9. Karl Ernst (1836–1915), Herr auf Schloss Gauernitz,[16] Schloss Schwarzenbach (an der Saale) und Rittergut Förbau, ⚭ 1863 Helene Gräfin zu Stolberg-Wernigerode (1840–1908)
    1. Thekla (1867–1939), ⚭ 1896 Gustav Graf zu Ysenburg und Büdingen in Meerholz (1863–1929)
    2. Friedrich Ernst (1872–1910), ⚭ I) 1897 (gesch. 1903) Alicia Prinzessin von Bourbon, Infantin von Spanien (1876–1975), ⚭ II) (morganatisch) 1907 Franziska Maison von Lobenstein, seit 1907 Gräfin von Bug (1874–1942)
      1. Maria Karl Leopold Salvator Ernst Anton Joseph Franz Xaver Friedrich Bonifacius Benno Jaime (1902–1992) ⚭ 1928 (gesch.) Ornella Ravaschieri Fieschi dei Duchi di Roccapiemonte (1904–2004); ⚭ II) 1955 (gesch. 1971) Varaiterai a Neti (1915–1997)
        1. II.) Marie-Marewa von Schönburg-Waldenburg (* Papeete 9. April 1939)
        2. II.) Vetea-Pierre-Jaime von Schönburg-Waldenburg (* Papeete 1. März 1941)
        3. II.) Teva Karl Manuia Pai von Schönburg-Waldenburg (* 1945)
        4. II.) Mihimana-Christine von Schönburg-Waldenburg (* 1947)
        5. II.) Matahi-Georges-Leopold von Schönburg-Waldenburg (* 1951)

      2. Maria Sophie Antonia Helene Freiin von Bug (* 1910)

    3. Mathilde (1878–1948), ⚭ 1913 Gottfried Graf von Hochberg (1882–1929)
    4. Marie (*/† 1881)

#### Nachfahren von Heinrich Eduard (Schönburg-Hartenstein)
1. Heinrich Eduard, 2. Fürst von Schönburg-Hartenstein (1787–1872) ⚭ I) 1817 Pauline Prinzessin zu Schwarzenberg (1798–1821), ⚭ II) 1823 Ludovica Prinzessin zu Schwarzenberg (1803–1884)
  1. Alexander, 3. Fürst von Schönburg-Hartenstein († 1896) ⚭ 1855 Karoline Prinzessin von und zu Liechtenstein (1836–1885)
    1. Ludovika (1856–1932) ⚭ Bertram Fürst von Quadt zu Wykradt und Isny
    2. Franziska (1857–1926) ⚭ Eugen Graf Czernin von und zu Chudenitz
    3. Alois, bis 1918 4. Fürst von Schönburg-Hartenstein (1858–1944) ⚭ 1887 Johanna Gräfin von Colloredo-Mannsfeld
      1. Alexander (5. Fürst) (1888–1956) ⚭ 1913 Agathe Prinzessin von Auersperg, 12 Kinder, darunter:
        1. Aloys (1916–1945) ⚭ 1944 Elisabeth von Trotha
          1. Aloys (6. Fürst) (1945–1972)

        2. Hieronymus (7. Fürst) (1920–1992) ⚭ 1946 Mathilde Gräfin von Tattenbach
        3. Alexander (8. Fürst) (1930–2018) ⚭ 1950 Margarethe Prinzessin zu Windisch-Graetz, 4 Kinder, darunter:
          1. Johannes Karl (* 1951) ⚭ Alexandra Gräfin von Attems, 4 Kinder, darunter:
            1. Aloys (Louis) (* 1982)

          2. Alfred Alexander (* 1953) ⚭ Marie Thérese Kastner-Lanjus-Wellenburg, 4 Kinder, darunter:
            1. Alexander (* 1979) ⚭ 2014 Clara Maria Gräfin von Waldburg zu Wolfegg und Waldsee
            2. Ferdinand (* 1984) ⚭ 2015 Eleonora Gräfin zu Brandis (* 1984)

        4. Constantin (1933–1958) ⚭ 1958 Mathilde Hartenstein, 6 Kinder, darunter:
          1. Alexander (* 1959) ⚭ I) 1982 Marie Therese Gräfin von Meran, II) 1995 Selma Navarro
            1. Constantin (* 1983)
            2. Matthias (* 1995)

          2. Michael (* 1960)
          3. Eduard (* 1966) ⚭ Angela Pin
to e Silva

      2. Hieronymus (1889–1914)
      3. Aglaë Karoline (1891–1965) ⚭ Franz Joseph Fürst zu Hohenlohe-Schillingsfürst
      4. Karoline Franziska (1892–1986)
      5. Maria Theresia (1896–1979) ⚭ Alexander Graf Kálnoky von Kőröspatak
      6. Margarethe Ernestine (1897–1980) ⚭ Alain Fürst von Rohan, Duc de Montbazon et de Bouillon, Prince de Guéméné, de Rochefort et de Montaubon
      7. Isabella Josephine (1901–1987) ⚭ I) Nikolaus Frhr. von Wyneken, II) Georges Zafiropulo

    4. Maria (1861–1945) ⚭ Eduard Prinz von Auersperg
    5. Eduard (1863–1903)
    6. Johannes (1864–1937) ⚭ Sophie Prinzessin zu Oettingen-Oettingen und Oettingen-Wallerstein

### Nachfahren von Wolf Ernst (Schönburg-Remissau, -Rochsburg, -Hinterglauchau, -Unterglauchau, erloschen)
1. Wolf Ernst, Freiherr von Schönburg-Remissau († 1623); → Vorfahren siehe oben
  1. Godfried Ernst, Freiherr von Schönburg-Remissau († 1679)
    1. Christian Ernst, Freiherr von Schönburg-Remissau († 1718), seit 7. August 1700 im Reichsgrafenstand
      1. Otto Ernst, Graf von Schönburg-Remissau († 1746)
        1. Heinrich Ernst, Graf von Schönburg-Rochsburg († 1777)
          1. Ernst, Graf von Schönburg-Rochsburg († 1825), verkauft Remissau 1789

        2. Albert, Graf von Schönburg-(Unter-)Glauchau († 1799)
          1. Gottlob Karl Ludwig Christian Ernst, Graf von Schönburg-Hinterglauchau (1762–1842), ⚭ 1789 Henriette Gräfin von Hochberg (1767–1836)
            1. Charlotte Henriette Ferdinande Luise (1790–1791)
            2. Luise Emilie Henriette (1791–1847)
            3. Ferdinand Heinrich Fürchtegott Ernst (1793–1794)
            4. Heinrich Gottlob Otto Ernst, Graf von Schönburg-Hinterglauchau (1794–1881), ⚭ 1820 Klementine Prinzessin von Schönburg-Waldenburg (1789–1863)
              1. Henriette Marie Elisabeth (1821–1899)
              2. Friedrich Wilhelm Edmund (1823–1897), ⚭ 1852 Gabrielle Prinzessin zu Windisch-Graetz (1827–1917)
              3. Friedrich Alfred (1827–1855)
              4. Richard Klemens Graf und Herr von Schönburg-Hinterglauchau seit 1881 (1829–1900), ⚭ I) 1856 Ottilie Prinzessin von Schönburg-Waldenburg (1830–1880), ⚭ II) 1886 Ida Friederike (gen. „Frieda“) Freiin von Fabrice (1864–1943)

            5. Hermann Albrecht Heinrich Ernst (1796–1841), ⚭ 1830 Sophie Katharina Josephine Freiin von Wrede (1811–1876)
              1. Marie Hermine Julie Ferdinande Alexandra (1831–1885)
              2. Mathilde Julie Sophie Adolfine (1833–1895), ⚭ 1860 Rudolf Josef Graf Kottulinsky (1810–1892)

            6. Emilie Henriette Albertine Charlotte (1797–1798)
            7. Otto Heinrich Ludwig (1798–1804)
            8. Ernst Ferdinand Ludwig Heinrich (1800–1868)
            9. Ferdinand Gustav Ernst (1802–1827)
            10. Gotthelf Georg Heinrich Ernst (1803–1833)
            11. Charlotte Emilie (1808–1881)

### Nachfahren von Wolfgang Heinrich I. (Schönburg-Wechselburg, -Penig, -Forderglauchau, -Glauchau)
1. Wolfgang Heinrich I., Freiherr von Schönburg-Penig (1605–1657); → Vorfahren siehe oben, ⚭ Judith Eva, Tochter von Heinrich III. Reuß von Plauen, Herr zu Burgk (1614–1666)
  1. Samuel Heinrich, Freiherr von Schönburg-Wechselburg († 1706), seit 7. August 1700 im Reichsgrafenstand, ⚭ Elisabeth Magdalena Sophia von Schönburg-Glauchau (1642–1716)
    1. Franz Heinrich, Graf von Schönburg-Wechselburg († 1746), ⚭ I. Magdalena Eleonora von Schönburg-Penig (1674–1720), ⚭ II. Johanna Sophia Elisabeth von Schönburg-Hartenstein (1699–1739)
      1. Karl Heinrich, Graf von Schönburg-Penig/Forderglauchau (1729–1800), ⚭ Christiane Wilhelmine Gräfin von Einsiedel
        1. Wilhelm Albrecht Heinrich, Graf von Schönburg-Forderglauchau (1762–1815), ⚭ Albertine Gräfin von Wartensleben
          1. Karl Heinrich Alban, Graf von Schönburg-Forderglauchau (1804–1864), ⚭ Amalie Countess Jenison-Walworth (* 1806)
            1. Karl, Graf von Schönburg-Forderglauchau (1832–1898), ⚭ I) Adelheid Gräfin von Rechteren-Limpurg (* 1845); ⚭ II) Sophie Comtesse d’Ursel (* 1851)
              1. (I.) Joachim, Graf von Schönburg-Glauchau (1873–1943), ⚭ Octavia Gräfin Chotek von Chotkow und Wognin (* 1873)
                1. Carl Graf von Schönburg-Glauchau (*1899; † 12. April 1945 in Breslau[17]), gefallen als Volkssturmmann in Breslau, ⚭ 1927 Maria Ana Gräfin Baworowska (1902–1988[18])
                  - Joachim Graf von Schönburg-Glauchau (1929–1998), ⚭ Beatriz Gräfin Széchényi de Sárvár-Felsővidék (* 1930)
                    1. Maria-Felicitas „Maya“ Gräfin von Schönburg-Glauchau (1958–2018) ⚭ Friedrich Christian Flick (gesch.)
                    2. Mariae Gloria Gräfin von Schönburg-Glauchau (* 1960) ⚭ Fürst Johannes von Thurn und Taxis (1926–1990)
                    3. Carl Alban Graf von Schönburg-Glauchau (* 1966)
                    4. Alexander Graf von Schönburg-Glauchau (* 1969) ⚭ 1999 Irina Verena Prinzessin von Hessen

                  - Rudolf[18]
                  - Johannes[18]
                  - Georg Graf von Schönburg-Glauchau (* 31. Dezember 1940 in Wechselburg; † 5. Februar 2024)[18][19]
                    - Christian Graf von Schönburg-Glauchau[19]

                  - Maria Franziska[18]
                  - Marie Octavie[18]
                  - Maria Assunta[18]
                  - Maria Josephine.[18]

                2. Adelheid, Gräfin von Schönburg-Glauchau (1900–1987), ⚭ Franz Ludwig von Waldburg zu Wolfegg und Waldsee (1892–1989)
                3. Wilhelmine, Gräfin von Schönburg-Glauchau (1902–1964), ⚭ Maximilian Egon Prinz zu Fürstenberg (1896–1959)
                4. Maria Agnes, Gräfin von Schönburg-Glauchau (1912–1994), ⚭ Felix Fleischer (1908–1990)

  2. Wolfgang Heinrich II., Freiherr von Schönburg-Penig († 1704)
    1. August Siegfried von Schönburg-Penig (1678–1763)

## Sonstige Personen/Linien

### Ab 12. Jh.
- Ulrich von Schönburg „Ulricus de Schunenburg“ (ersterwähnt 1130, letztmals erwähnt oder † 1166). Seine Ersterwähnung erfolgte als Zeuge in einer Urkunde, die Gräfin Helinburg von Gleichen dem Kloster Volkenroda 1130 ausstellte.[20] Sein Sitz wird auf der Schönburg bei Naumburg angenommen. Er ist der erste bekannte Schönburger aus der thüringischen Linie und wohl der erste belegte Schönburger aller Linien.
- Hermann I. von Schönburg „Hermannus de Sconeburg“ (erstgenannt 1212, † oder letztgenannt 1224/25[21]). Er wird 1212 in einem Vertrag zwischen König Otto IV. mit Markgraf Dietrich von Meißen neben etlichen anderen königlichen Zeugen (u. a. den königlichen Burggrafen von Altenburg) als Reichsministeriale „ministerialis imperii“ genannt.[22] Er soll Gründer von Geringswalde auf dem Gelände des heutigen Altgeringswalde – und wohl auch der dortigen Burg um 1158[23] – und um 1182 (als Planung) des dortigen schönburgischen Hausklosters (Erbbegräbnis der Schönburger) gewesen sein. Er wird um 1170–1180[24] als Gründer der Burg Glauchau angenommen. Er begründete die markmeißnische/Geringswalder/muldenländische Linie der Schönburger.[25] Sein Sohn war Hermann II. von Schönburg.[23] 1222 nennt eine Urkunde „Hermannus et Bertholdus de Sconenberch, nobiles“. Berthold soll ein thüringischer Schönburger sein, der mit genannte Hermann (Hermann I.?) aber ein markmeißnischer Schönburger. Beide sind offenbar eng verwandt und edelfrei.[26]

### Ab 13. Jh.
- Hermann II. von Schönburg (erstgenannt 1212), Sohn von Hermann I. Hermann II. stellte am 2. Januar 1233[24] die Gründungsurkunde des Klosters Geringswalde aus, dies war die erste Nennung eines Schönburgers im Tal der Zwickauer Mulde und zugleich die älteste Abbildung des schönburgischen Wappens (rot-weiß abwechselnd) -auf dem Siegel der Urkunde.[23] Sein tschechischer Name ist „Heřman II. ze Šumburka“.
- Berthold von Schönburg (1222 belegt). 1222 nennt eine Urkunde „Hermannus et Bertholdus de Sconenberch, nobiles“. Berthold soll ein thüringischer Schönburger sein, der mit genannte Hermann (Hermann I.?) aber ein markmeißnischer Schönburger. Beide sind offenbar eng verwandt und edelfrei. Nach 1222 erloschen die thüringischen Schönburger, spätestens aber bis 1394, denn in diesem Jahr verkauft Friedrich von Schönburg auf Schlettau Restbesitz in den Bistümern Merseburg und Naumburg.[27]
- Friedrich I. von Schönburg-Glauchau (1247 erstgenannt, † zwischen 1290 und 1291), Besitzer von Burg Lichtenstein und Burg Glauchau. 1247 Schirmherr des Klosters Geringswalde in einer Urkunde(seine älteste Nennung). 1256 siegelt er eine Urkunde „in cenaculo Gluchowe“,[28] also im Speisesaal oder Palas der Burg von Glauchau. Dies ist die älteste indirekte Erwähnung der Glauchauer Burg[29] und seine vier Söhne,[30] die im Jahre 1261[24] zusammen mit ihrem Vater Friedrich I. dem Kloster Geringswalde die peinliche Gerichtsbarkeit übertragen:
  - Dietrich von Schönburg (wohl Dietrich I.)
  - Friedrich von Schönburg (wohl Friedrich II.)
  - (ein zweiter) Friedrich von Schönburg (wohl Friedrich III.)
  - Hermann von Schönburg (wohl Hermann III.)
- Friedrich II. von Schönburg (1261 erstgenannt, † um 1297), Besitzer von Burg Lichtenstein,[31] offenbar der Sohn von Friedrich I. von Schönburg
- Hermann III. von Schönburg (?), er ist urkundlich von 1276 bis 1289 als westpreußischer Landeskomtur in Kulm bestätigt.[32]
- Hermann von Schönburg (* um 1240; † nach 1290), -es handelt sich hier wohl um Hermann III.-, er heiratete Sofie von Waldenburg (* um 1244) laut Stammliste der Waldenburger.
- Friedrich III. von Schönburg (?). Im Jahr 1295 wird er durch den böhmischen König Wenzel II. zum Landrichter des Egerlandes ernannt.[32]
- Friedrich von Schönburg († 1312; CZ: „Bedřich ze Šumburka“ oder „Fridrich ze Šumburka“), böhmisch-königlicher Burggraf in Kaaden auf Burg Kadaň. (Es dürfte sich hier wohl um Friedrich III. handeln.)

### Ab 14. Jh.
- Friedrich IV. von Schönburg-Crimmitschau (?), Herr zu Crimmitschau. Am 31. März 1307[32] ist er Anführer der pleißenländischen Reichsstädte Zwickau, Altenburg und Chemnitz auf Seiten des deutschen Königs in der Schlacht bei Lucka mit dem königlichen Ziel der Entmachtung der Markgrafen von Meißen. Letztere gewinnen gegen das Reichsheer und er gerät in Gefangenschaft der Markgrafen. Er muss in einem Vertrag zustimmen die Reichsunmittelbarkeit seiner Herrschaft Crimmitschau aufzugeben und die Lehnshoheit an die Markgrafen von Meißen abzutreten. Nur so konnte er in Freiheit gelangen. Nach dem Aussterben seiner Linie im Mannesstamme im Jahre 1413 fällt die Herrschaft Crimmitschau daher als erledigtes Lehen an die Wettiner.[33]
- Friedrich VI. von Schönburg († 1328). Er ist Reichsstatthalter für König Johann von Böhmen und wird 1328 bei einem Aufruhr in der Prager Altstadt ermordet.[32]
- Friedrich VII. von Schönburg (?). Wohl um 1330 kommt er in den Besitz der böhmischen Burg Pürstein.[32]
- Herren von Schönburg auf Burg Pürstein (ohne genaue Zuordnung der Person):

für das Jahr 1363 ist das „Einreichungsrecht“ für die Kirche zu Preßnitz im Besitz eines Friedrich von Schönburg auf Pürstein („Fridrici de Birssestein“).
1363 und 1393 haben die sie in Preßnitz das Patronatsrecht.
- Adelheid von Schönburg-Glauchau († 15. Juni 1342/52), durch Heirat wurde sie Gemahlin von Burggraf Otto Heyde I. von Dohna. Bestattet im Meißner Dom. Ihre Grabplatte ist verschollen. Als „Adelheid von Dohna“ ist ihr tschechischer Name „Adléta z Donína“.
- Albrecht I. von Schönburg (erstgenannt 1349, gest. um 1353), Herr von Burg Pürstein. 1349/50 wird er im Lehnbuch Friedrich des Strengen zusammen mit Friedrich XIII. von Schönburg-Pürstein(erstgenannt 1341, gest. um 1367) als Besitzer der Burgen (bezeichnet als Schlösser) Ponitz und Lichtenstein aufgeführt.[35]
- Herren von Schönburg auf Burg Hassenstein (ohne genaue Zuordnung der Person):

Am 13. April 1348 wird ein Friedrich von Schönburg, Herr zu Hassenstein, mit „Gythain“ (Geithain) belehnt.
1357 überlässt ein Friedrich von Schönburg Geithain und Stadt und Burg Kohren an die Herren von Reuß.
1360 stellen die Landgrafen von Thüringen einem Friedrich von Schönburg, Herr zu Hassenstein, einen Schutz- und Schirmbrief aus.
1396 geriet ein Friedrich („Friczko“) von Schönburg, Herr von Hassenstein, in Streit mit seinem Lehnsherrn, dem böhmischen König. Er hatte den Markgrafen von Meißen wohl militärische Hilfe zugesichert. Außerdem hatte er die Burg Hassenstein an seinen Schwager, den Deutschordensritter Heinrich von Plauen übereignet ohne Zustimmung des böhmischen Königs.
1418 ließ der böhmische König daher Hassenstein belagern.
Doch erst 1420 war eine königliche Belagerung unter Führung der Herren Lobkowitz erfolgreich. Die Schönburger verloren Burg und Herrschaft Hassenstein mit den dazu gehörenden Anteilen an Preßnitz und etlichen Dörfern und dem Rittersitz Hagensdorf.
1437 klagen die Schönburger am böhmischen Hoflehngericht offenbar erfolglos auf Rückgabe der Burg Hassenstein gegen die Herren von Lobkowitz.
(Siehe auch Veit I. von Schönburg.)
- Hermann VIII. von Schönburg († 1356). Seine Brüder sind Friedrich XI.(† 1389), Herr zu Glauchau, und Dietrich II.(?) von Schönburg. Als Dietrich II. im Jahre 1347 in den Deutschen Orden eintritt, beginnt der sogenannte „Schönburgische Bruderkrieg“ zwischen den beiden Brüdern Hermann VIII. und Friedrich XI. Sie verwüsten zwischen 1347 und 1355 gegenseitig ihre Besitzungen.[32] Ein Gefecht ist auch im Mülsengrund bei Glauchau belegt. Schließlich wird der Streit durch erzwungene Schlichtung durch die Markgrafen von Meißen beigelegt.

1360 stellen die Landgrafen von Thüringen für einen Friedrich von Schönburg, Herr zu Hassenstein, einen Schutz- und Schirmbrief aus.
- Dietrich II. von Schönburg (?). Seine Brüder sind Friedrich XI.(† 1389), Herr zu Glauchau, und Hermann VIII. von Schönburg († 1356). Er tritt im Jahre 1347 in den Deutschen Orden ein. Dies ist Auftakt für den Schönburgischen Bruderkrieg um sein Erbe zwischen seinen beiden Brüdern.[32]
- Friedrich XI. von Schönburg-Glauchau (erstmals 1341 erwähnt, † 1389), Besitzer von Burg Lichtenstein.[38]

1378 „Herr zu Glauchau und Waldenburg“ nach einer Erbeinigung mit den Herren von Waldenburg/Wartha.
Als sein Bruder Dietrich II. im Jahre 1347 in den Deutschen Orden eintritt, beginnt der sogenannte „Schönburgische Bruderkrieg“ zwischen den beiden Brüdern Hermann VIII. und Friedrich XI. Sie verwüsten zwischen 1347 und 1355 gegenseitig ihre Besitzungen. Ein Gefecht ist auch im Mülsengrund bei Glauchau belegt. Schließlich wird der Streit durch erzwungene Schlichtung durch die Markgrafen von Meißen beigelegt.
(Offenbar dieser Friedrich war auch Herr von Burg Hassenstein in Böhmen.)
- Veit I. von Schönburg-Glauchau (1370 ersterwähnt, † zwischen 1421 und 1423), Besitzer von Burg Lichtenstein.[38] Laut Walter Schlesinger 1423 verstorben.[21] 1388 wird Veit I. von dem Markgrafen Wilhelm von Meißen (Wettiner) während der Rabensteiner Fehde in Burg Waldenburg belagert.[39] Den Tuchmachern von Glauchau soll er bereits einen (offensichtlich verloren gegangenen) Innungsbrief ausgestellt haben.[40] Schon 1390 wird unter ihm ein „Notarius“ (Sekretär) erwähnt[41] 1420 entzieht der König Wenzel IV. von Böhmen den Schönburgern die böhmische Burg Hassenstein, da Veit I. an einem Aufruhr beteiligt gewesen sein soll.[37] Andere Quellen sagen aus, der Schönburger habe die Burg ohne Wissen des böhmischen Königs an Heinrich von Plauen weiterverlehnt. Die (erste) königliche Belagerung der Burg Hassenstein soll schon 1417 erfolgt sein. Danach kam diese Burg als böhmisches Lehen an die von Lobkowitz.

Vor 1388 war er an der gewaltsamen Einnahme der Burg Rabenstein bei Chemnitz und einem Überfall auf das Kloster Chemnitz im Jahre 1388 -während der Rabensteiner Fehde- beteiligt. 1389 bis 1390 dauerte eine Auseinandersetzung mit dem Kloster Remse, bei der er vom Papst Bonifatius IX. am 11. April 1390 gebannt wurde, weil er das Klosterdorf Weidensdorf überfallen hatte. Nach neun Tagen wurde der Bann(Interdikt) aufgehoben. 1399 kauft er Oelsnitz, Mülsen und Dennheritz. 1405 stellt er den Schneidern von Waldenburg einen Innungsbrief aus. 1406 erwirbt er pfandweise die Grafschaft Hartenstein von den Burggrafen von Meißen(Meinheringer). 1416 kommt Hartenstein endgültig in seinen Besitz. Unter ihm sollen bereits die Glauchauer Tuchmacher ihren ältesten Innungsbrief erhalten haben. Das Jahr dazu ist nicht überliefert.
- Friedrich XV. (erstgenannt 1388, † nach 1400). Vermutlich dieser Friedrich war es, der 1400 im Hauskloster Geringswalde 16 Abbildungen seiner Ahnen in „großer Riesen Statur“ an den Wänden der Kapelle abmalen ließ.[23]
- Friedrich XVII. (?), Vater von Veit II. und Friedrich XX.[42]
- Friedrich VIII. von Schönburg (letztmals genannt 1361[36]),Herr von Hassenstein, Schlettau und Preßnitz.

Er bekommt 1351 -zusammen mit Bernhard I. von Schönburg- den Besitz der (damals böhmischen) Burgen und Herrschaften Schlettau und Hassenstein sowie des Ortes Preßnitz durch Kaiser Karl IV. bestätigt.
Mit seinem Tod wohl bald nach 1361 ging die Herrschaft an „die beiden Brüder“ (seine Brüder?) Bernhard (wohl Bernhard I.gemeint) und Hermann(welcher?) von Schönburg über.
- Bernhard I. von Schönburg (?), Herr von Hassenstein, Schlettau und Preßnitz.

Er bekommt 1351 -zusammen mit Friedrich VIII. von Schönburg- den Besitz der (damals böhmischen) Burgen und Herrschaften Schlettau und Hassenstein sowie des Ortes Preßnitz durch Kaiser Karl IV. bestätigt.
Er erbt kurz nach 1361 zusammen mit seinem Bruder Bernhard(wohl Bernhard I. gemeint) die genannten Herrschaften, da Friedrich VIII. verstorben ist. 1367 teilen sie die Herrschaften unter sich auf, wobei Bernhard Hassenstein erhielt.
- Hermann von Schönburg (?), Herr von Hassenstein, Schlettau und Preßnitz.

Er erbt kurz nach 1361 zusammen mit seinem Bruder Bernhard(wohl Bernhard I. gemeint) die genannten Herrschaften, da Friedrich VIII. verstorben ist. 1367 teilen sie die Herrschaften unter sich auf, wobei Bernhard Hassenstein erhielt.

### Ab 15. Jh.
- Friedrich XIII. von Schönburg (erstgenannt 1341?, gest. um 1367?[35]), Herr auf Burg Pürstein (Pirsenstein), er tritt Stadt und Pflege Schlettau 1413 an das Kloster Grünhain ab.[33] 1349/50 wird er im Lehnbuch Friedrich des Strengen zusammen mit Albrecht I. von Schönburg (erstgenannt 1349, gest. um 1353) als Besitzer der Burgen (bezeichnet als Schlösser) Ponitz und Lichtenstein aufgeführt.[35] (Hinweis: die in beiden Quellen gemachten Angaben sind widersprüchlich)
- Friedrich XVI. von Schönburg († 1426). Er stirbt am 15. Juni 1426 in Aussig beim Kampf gegen die Hussiten.[37]
- Albrecht IV. von Schönburg (?). Er erhält 1431 bei der Teilung der Herrschaft Pürstein einen Teil dieser Herrschaft, die andere Hälfte erhält Wilhelm I. von Schönburg, Herr auf Burg Neuschönburg.[37]
- Wilhelm I. von Schönburg (?), Herr auf Burg Neuschönburg in Böhmen.

1431 erhält er bei der Teilung der Herrschaft Pürstein einen Teil dieser Herrschaft, die andere Hälfte erhält Albrecht IV. von Schönburg.
Er nennt sich 1435 „Vilém...zcu Nuenschonenburg“.
1442 erwirbt er Schloss und Herrschaft Hoyerswerda.
1443 verkauft er die benachbarte Burg Egerberg in Böhmen, gelangt aber 1444 durch Verrat wieder in den Besitz der Burg Egerberg. Ihm soll auch die kleine Burg Funkstein (Funkstejn) auf einem Höhenrücken östlich des Dorfes Lestkov (bei Klösterle an der Eger) gehört haben. Von Funkstein blieb fast nichts erhalten(Bodendenkmal).
- Alesch von Schönburg (?) (CZ: Aleš ze Šumburku), Herr auf Burg Pürstein. Nachdem die Herren von Schönburg 1420 die königlich-böhmische Burg und Herrschaft Hassenstein mit dem zugehörigen Teil von Preßnitz und mehreren zugehörigen Dörfern an die Herren von Lobkowitz verloren haben, besitzen nur die Herren von Schönburg auf Burg Pürstein noch den anderen Teil an Preßnitz mit ebenfalls mehreren Dörfern. Diesen Pürsteiner Teil von Preßnitz verkauft Alesch von Schönburg auf Burg Pürstein im Jahre 1446 an Nikolaus II. von Lobkowitz, Herr von Burg Hassenstein.[43]
- Veit II. von Schönburg-Glauchau (1418–1472), Besitzer von Burg Waldenburg.[44] In einem Teilungsvertrag 1446 zwischen ihm und Friedrich XX. erhält Veit II. alleinig Lichtenstein und Hartenstein. Glauchau bleibt gemeinsamer Besitz. 1439 heiratet er Anna von Plauen aus dem Hause Reuß um Streitigkeiten um das Besitzrecht an Grafschaft Hartenstein beizulegen. 1454 ist er an Kämpfen des Deutschen Ordens in Westpreußen beteiligt.[37] Im Jahre 1437 erwarb Veit II. von Schönburg-Glauchau die Herrschaft Seeberg.[45] Er besitzt diese Herrschaft Seeberg im Böhmen aber offenbar nur kurz, denn schon 1454 ist sie in den Händen der Burggrafen von Leisnig und wird in diesem Jahre weiterverkauft.
- Friedrich XX. von Schönburg († 1480), Bruder von Veit II. von Schönburg-Glauchau, Herr von Hartenstein. In einem Teilungsvertrag 1446 zwischen ihm und Veit II. erhält Friedrich XX. alleinig Waldenburg. Glauchau bleibt gemeinsamer Besitz.[37] 1464 erlässt er für die Stadt Lößnitz Statuten.[46] Friedrich XX. nahm beim Prinzenraub einen Prinzen (Ernst von Kursachsen) in Hartenstein entgegen und brachte ihn nach Chemnitz. Beide Brüder waren auch Teilnehmer des Sächsischen Bruderkrieges. Ihr Vater war vermutlich Friedrich XVII. von Schönburg.[42]
- Ernst I. von Schönburg-Glauchau (* um 1456; † 26. Januar 1490 in Schloss Vilvorden), kaiserlicher Hauptmann der Habsburger am 24. Januar 1490 bei der Belagerung des Schlosses Brunburg (abgegangen), dabei schwer verletzt. Beerdigt in Kathedrale Antwerpen.[42]

Er stiftete zusammen mit seiner Frau Anna einen erhaltenen Altar in der Dorfkirche Schlunzig bei Glauchau mit den Wappen von Schönburg und von Rieneck daran. Um 1470–1480 ließ er die Burg Glauchau in ein spätgotisches Wohnschloss umbauen (Als Baumeister wird dabei der berühmte Baumeister Arnold von Westfalen der Albrechtsburg in Meißen vermutet).1476 weilte Ernst I. in München am Hofe des kunstsinnigen Herzogs Albrecht IV. von Bayern und lernte hier die zeitgenössische Musizierpraxis kennen. Er war Gründer der Glauchauer Lateinschule.
- Anna von Schönburg (1458[47]/1461–1525[21]), geborene Gräfin von Rieneck, Frau des Ernst I. von Schönburg. Als Witwe verlieh sie angeblich schon um 1510 dem Ort Hohenstein (der später Hohenstein-Ernstthal wurde) das Stadtrecht. Zwischen 1489 und 1493 kaufte sie den Herren von Weißenbach auf Rittergut Thurm einige Steuer-Rechte an Höfen in Niederlungwitz und Elzenberg (bei Glauchau) ab.[50] Sie stiftete zusammen mit ihrem Mann Ernst I. einen erhaltenen Altar in der Dorfkirche zu Schlunzig bei Glauchau mit den Wappen von Schönburg und von Rieneck daran.[47]
- Friedrich von Schönburg (?) (CZ: Fridrich ze Šumburka). Wohl aus der Pürsteiner oder Neuschönburger Linie. 1472 überträgt Hans von Warnsdorf († nach 1489), Landeshauptmann der Grafschaft Glatz, Burg und Stadt Trautenau als Pfand an seinen Schwiegersohn Friedrich von Schönburg, der Königgrätzer Landeshauptmann[51] war, von dem sie dessen Söhne erbten. Ein Sohn war offenbar Hermann von Schönburg(?), der später auch Herrschaft und Burg Schatzlar besaß. Wegen Überschuldung wurden Stadt und Herrschaft Trautenau sowie Schatzlar mit der Burg 1521 von Hermann von Schönburg an die Brüder Johann und Wilhelm Kruschina von Lichtenburg verkauft. Die Burg Trautenau wurde im Dreißigjährigen Krieg total zerstört und offenbar danach abgerissen. Erhalten haben sich nur Fundamente.
- Wolf I. von Schönburg (1482–1529[21]). 1520 bis 1521 kämpft er für den Deutschen Orden in Polen gegen den polnischen König Sigismund. 1523 kaufen Wolf I. und Ernst II. gemeinsam die Herrschaft Wehlen in der Sächsischen Schweiz. Durch einen Teilungsvertrag mit seinem Bruder Ernst II. wird Wolf I. 1524 Herr von Waldenburg, Lohmen und Wehlen (letztere beide in der Sächsischen Schweiz),[52] Stellvertreter und Oberkommandierender für Kurfürst/Mainzer Erzbischof Albrecht von Brandenburg im Feldzug des Schwäbischen Bundes 1519 gegen Herzog Ulrich von Württemberg. Unter Wolf I. unterwirft der Schwäbische Bund Stadt und Burg Möckmühl und nimmt Götz von Berlichingen gefangen.[53] 1521 ist er Teilnehmer des Reichstages zu Worms, auf dem gegen Martin Luther verhandelt wird.[54] Er ist neben seinem Bruder Ernst II. von Schönburg im Jahre 1525 Herr von Glauchau (und wohl auch von Waldenburg).[55] 1524[56] richten die Brüder Wolf I. und Ernst II. von Schönburg das „Gesam(m)thaus“ Schönburg ein. Es ist ein Hausvertrag, der die Einheit aller schönburgischen Herrschaften nach außen hin regelte. Glauchau wurde Regierungssitz des Gesamthauses, hier saßen Gesamtregierung, Lehnhof und Lehngericht, ab 1556 auch das gemeinschaftliche Archiv des Hauses. Ab etwa 1515/16 waren Wolf I. von Schönburg (1482–1529), die Grafen Schlick und Burggraf Alexander von Leisnig gemeinsam an der Gründung der Bergstadt St. Joachimsthal beteiligt. Die Schwester war Elisabeth (1484–1522) des Wolf I. von Schönburg heiratete Hieronymus II. von Schlick.[57]
- Elisabeth von Schönburg (1484–1522), Schwester von Wolf I. und Ernst II., heiratet Graf Hieronymus II. von Schlick. Hintergrund war die gemeinsame Gründung der Bergstadt St. Joachimsthal in Böhmen durch Wolf I. und Ernst II. von Schönburg, die Grafen Schlick und Burggraf Alexander von Leisnig ab etwa 1515/16.[58]
- Ernst II. von Schönburg (1484–1534). 1523 kaufen Wolf I. und Ernst II. gemeinsam die Herrschaft Wehlen in der Sächsischen Schweiz. Durch einen Teilungsvertrag mit seinem Bruder Wolf I. wird Ernst II. 1524 Herr von Glauchau, Meerane, Lichtenstein und Hartenstein.[52] Dennoch nannte er sich „Herr zu Glauchau und Waldenburg“. Er war erbitterter Gegner der Reformation. Im Bauernkrieg führte Ernst II. am 15. Mai 1525 die Truppen Herzog Georg des Bärtigen von Sachsen in der Schlacht von Frankenhausen. Thomas Müntzer wurde gefangen genommen und auf Wasserburg Heldrungen (Besitz des Ernst von Mansfeld, eines erbitterten Gegners Müntzers) gebracht, wo auch Ernst II. von Schönburg in Quartier lag. Hier wurde Müntzer gefoltert und später zur Hinrichtung nach Mühlhausen gebracht. Nach Rückkehr ins Schönburgische ließ er etliche Anführer von Bauernunruhen hinrichten, foltern oder inhaftieren. Manchen wurde ihr Besitz entzogen oder sie mussten hohe Geldstrafen zahlen.[59]

Am 5. Februar 1525 wird er durch seinen Freund Herzog Georg von Sachsen zum herzoglich-sächsischen „Geheimen Rat“ ernannt. Wohl deswegen lässt er von 1527 bis 1534 Schloss Forderglauchau (und angeblich auch das vordere Waldenburger Renaissanceschloss) errichten. Zeitgleich erfolgen unter ihm Umbauten am Schloss Hinterglauchau, insbesondere an der Ostfassade des Nordflügels (Erker). Außerdem erwirbt er 1525 die Burg und Herrschaft Hohnstein in der sächsischen Schweiz.
1528 stellt er den Glaucher Webern einen Innungsbrief aus und nennt sich darin „Ernnst Herre von Schonburgk zu glauchaw vnd Waldenburg“. 1531 wird Ernst II. zusammen mit dem Freyburger Amtmann Taubenheim mit einer Revision sämtlicher herzoglich-sächsischer Ämter in Thüringen durch Herzog Georg von Sachsen betraut. Sein Bruder ist Wolf I. von Schönburg. 1524 richten die Brüder Wolf I. und Ernst II. von Schönburg das „Gesam(m)thaus“ Schönburg ein. Es ist ein Hausvertrag, der die Einheit aller schönburgischen Herrschaften nach außen hin regelte. Glauchau wurde Regierungssitz des Gesamthauses, hier saßen Gesamtregierung, Lehnhof und Lehngericht, ab 1556 auch das gemeinschaftliche Archiv des Hauses. Um die Lehnsherrlichkeit des zur Herrschaft Glauchau gehörigen Rittergutes Ponitz führte Ernst II. von Schönburg als Grundherr gegen die Wettiner von 1531 bis 1533 einen langwierigen Prozess, der in Prag zu seinen Gunsten entschieden wird. 1533 erlässt er Ordnungen und Statuten für die Herrschaften Glauchau und Waldenburg. Bei seinem Tode 1534 wird bis 1550 eine Vormundschaftsregierung für seine minderjährigen Söhne eingesetzt. Seine Schwester war Elisabeth von Schönburg (1484–1522).

### Ab 16. Jh.
- Hermann von Schönburg (?). Friedrich von Schönburg (?) kam 1472 in den Besitz der Herrschaften und Burgen Trautenau und Schatzlar, welche er von Hans von Warnsdorf, dem Landeshauptmann der Grafschaft Glatz, erhielt. 1521 ist sein Sohn und Erbe Hermann von Schönburg gezwungen die Herrschaften Schatzlar und Trautenau wegen Verschuldung an Johann und Wilhelm Kruschina von Lichtenburg zu verkaufen. Hermann behielt aber das Wohnrecht auf Burg Schatzlar. Nachdem Hermann der Landesschädigung beschuldigt worden war, brannte 1523 eine Strafexpedition unter dem böhmischen Landeshauptmann Karl von Münsterberg die Burg Schatzlar nieder.
- Wenzel von Schönburg († 1523), Herr auf Herrschaft und Schloss Hoyerswerda. Seine Söhne Wanke und Georg von der Kosel waren nicht namensberechtigt, da Kinder einer Bastardlinie. Sie besaßen das Rittergut Cosel und nannten sich nach diesem „von der Kosel“(Oberlausitzer Adelsgeschlecht).[66]
- Karl von Schönburg (?), Herr auf Burg Pürstein und Burg Trautenau. Er muss 1526 als Vormund der unmündigen Söhne des Wenzel von Schönburg(† 1523), Herr von Hoyerswerda, Wanke und Georg, dem Dresdner Augustinerkloster die Dörfer Cosel und Sella abkaufen, als Folge einer Schadenersatz-Klage des Klosters bei König Ludwig II. von Böhmen.
- Georg I. von Schönburg (1529–1585[21]). Seit einem Teilungsvertrag am 1. Mai 1556[67] ist er alleiniger Besitzer von Glauchau (und der kursächsischen Lehnsherrschaft Remse) und nennt er sich „Georg (I.) von Schönburg-Glauchau“ und begründet damit die erste Glauchauer Linie der Schönburger, denen Glauchau allein gehört. 1558 erlässt er eine Stadtordnung/Polizeiverordnung für Glauchau.[68] Seine beiden Brüder sind Wolf II. und Hugo II. 1577 wird Greßlas (Graslitz) in Böhmen sein freies Erbeigentum, diese Herrschaft war aber schon 1575 gekauft worden.[69] Georg I., Hugo I. und Wolf II. von Schönburg kaufen am 26. Januar 1548[69] gemeinsam von Wolf von Ende Herrschaft und Schloss Rochsburg, die kursächsisches Lehen ist.
- Hugo I. von Schönburg-Waldenburg (1530–1566), sein bemerkenswertes Sandstein-Epitaph mit vier Säulen und „ihm“ in kniender betender Position befindet sich in der Stadtkirche von Waldenburg und seit 1946 auch seine Grabplatte, die zuvor in der Waldenburger Schlosskapelle befindlich war. (Epitaph und Grabplatte stammen vom Dresdner Künstler Christoph Walther II.) Hugo I. gilt als Gründer der Linie Schönburg-Waldenburg, aus der auch die Zweige Schönburg-Stein, Schönburg-Lichtenstein und Schönburg-Hartenstein abstammen.[70] Diese sogenannte „obere Linie“ wird 1790 in den Reichsfürstenstand erhoben. Den Grafenstand besaßen alle Schönburger seit 1600. Georg I., Hugo I. und Wolf II. von Schönburg kaufen am 26. Januar 1548[69] gemeinsam von Wolf von Ende Herrschaft und Schloss Rochsburg, die kursächsisches Lehen ist. Für die minderjährigen Söhne Hugo I. ist von 1566 bis 1582 eine Vormundschaftsregierung eingesetzt.[71] Am 21. November 1582 schließen seine drei Söhne Georg II., Veit III. und Hugo II. einen Erbteilungsvertrag ab.[69] Ab 1559[72] lässt Hugo I. im Waldenburger Schloss jährliche Synoden für die Geistlichen seiner Ephorie abhalten. Ziel ist die Abschaffung sämtlicher katholischer Gebräuche.
- Wolf II. von Schönburg-Penig (1532–1581), Besitzer der Peniger Schlösser und von Schloss Rochsburg.[73] Seit einer Erbteilung am 1. Mai 1556 besitzt er alleinig Penig, Wechselburg und Rochsburg. Seine beiden Brüder sind Hugo II. und Georg I.[67] 1557 lässt er das „vordere Schloss“ in Penig als Renaissancebau errichten.[67] Nach einem Umbau/Neubau im 18. Jh. wird es als „Neues Schloss“ Penig (im klassizistischen Stil) bekannt.

Er war mit Anna, geborener Schenk von Landsberg, verheiratet. Beide stifteten einen Sandstein-Altar (des Dresdner Künstlers Christoph Walther II.) der sich in der Peniger Stadtkirche befindet und beide Stifter kniend und betend zeigt.
In der Dorfkirche von Rochsburg befindet sich für Wolf II. und seine Frau Anna ein Freigrab, das eine vereinfachte „Kopie“ des Moritzmonumentes im Freiberger Dom ist. Es wurde von Samuel Lorentz aus der Freiberger Künstlerfamilie geschaffen. Im März 1567 wird er während der flacianischen Irrungen in Chemnitz verhaftet und bis zum 21. Juni in seinem Haus in Dresden gefangen gehalten. Er gibt hier ein schriftliches Glaubensbekenntnis ab. Georg I., Hugo I. und Wolf II. von Schönburg kaufen am 26. Januar 1548 gemeinsam von Wolf von Ende Herrschaft und Schloss Rochsburg, die kursächsisches Lehen ist.
- Kaspar von Schönburg (?). 1557 kauft Kaspar von Schönburg die böhmische Burg Graupen am südlichen Erzgebirgshang von Thimo V. von Colditz.
- Anna von Schönburg-Penig († 1568 oder 1586), geborene Schenk von Landsberg. Sie war die Frau von Wolf II. von Schönburg-Penig. Beide stifteten zusammen einen Sandstein-Altar (des Dresdner Künstlers Christoph Walther II.) der sich in der Peniger Stadtkirche befindet und beide Stifter kniend und betend zeigt.[10]

In der Dorfkirche von Rochsburg befindet sich für Wolf II. und seine Frau Anna ein Freigrab, das eine vereinfachte „Kopie“ des Moritzmonumentes im Freiberger Dom ist. Es wurde von Samuel Lorentz aus der Freiberger Künstlerfamilie geschaffen.
- Wolf III. von Schönburg-Penig (1556–1612), Besitzer der Peniger Schlösser und von Schloss Rochsburg und Schloss Wechselburg[73] Rechnungen des Amtes Glauchau deuten darauf hin, dass Wolf III. selbst musizierte.[74]
- Hans Ernst von Schönburg (1563–1586), bestattet mit Sandstein-Epitaph in Peniger Stadtkirche. Es zeigt einen figurenreichen zweigeschossigen „toskanischen“ Säulenaufbau.[10]
- Wolf von Schönburg (*?, verstorben vor 1588), Herr zu Rochsburg. Im Jahr 1570 beruft er Paul Held als Hofprediger nach Rochsburg. Wolf war in zweiter Ehe verheiratet mit Freiin Johanna von Scharfenberg. Er muss vor 1588 verstorben sein, denn er starb vor seinem Hofprediger, der 1588 in Burgstädt als Pfarrer verstarb.[75] In Frage kommen also Wolf II. oder Wolfgang III. von Schönburg-Penig.
- Wolf Ernst von Schönburg-Penig (1582–1623), Besitzer von Glauchau (zusammen?) mit seinen zwei Brüdern Otto Wilhelm (* 1587; † in 28. November 1617) und August Siegfried (1596–1631). Wolf Ernst erstach seinen Bruder Otto Wilhelm am 28. November 1617 im Schloss Hinterglauchau bei einem Streit.[76] 1603 ist Wolf-Ernst mit Hans Georg von Schönburg an einem Kriegszug nach Ungarn beteiligt.[77] Wolf Ernst gilt als Begründer der Linie Schönburg-Hinterglauchau[78]
- Hans Georg von Schönburg (?). 1603 ist Wolf-Ernst von Schönburg-Penig mit Hans Georg von Schönburg an einem Kriegszug nach Ungarn beteiligt[77]
- August(us) von Schönburg-Glauchau (1583–1610[21]). Alleiniger Besitzer von Glauchau. Besitzer von Greßlas(Graslitz) in Böhmen. In Graslitz erlässt er 1601 eine Bergordnung. 1594[77] gründet er in Glauchau ein Hospital. Er war letzter der ersten Linie Schönburg-Glauchau. Mit ihm erlischt die (alte) Linie Schönburg-Glauchau 1610. Bei einer Erneuerung des Südflügels von Schloss Forderglauchau lässt Augustus hier eine Hofküche einrichten.[79] Reste dieser Küche wurde archäologisch freigelegt und sind Teil des Museums Schloss Hinterglauchau (im Schloss Forderglauchau).
- Christoph Friedrich von Schönburg (1585–1607), mit Sandstein-Epitaph (des Künstlers Uriel II. Lorentz aus einer Freiberger Künstlerfamilie) bestattet in Stadtkirche Penig. Das Epitaph zeigt den Verstorbenen als kniende betende Person.[10]
- Otto Wilhelm von Schönburg-Penig (1587–1617), Herr zu Glauchau. Er war hochgebildet. Als Orgelspieler spielte er besonders gern Kirchenmusik.[74] 1617 wurde er nach einem Streit von seinem Bruder Wolf-Ernst im hinteren Schloss von Glauchau(Schloss Hinterglauchau) erstochen. Dieses Ereignis ging als „Schönburgischer Brudermord“ in die Geschichte ein.
- Hans Caspar von Schönburg (1594–1644[21]), Herr zu Glauchau. Als Herr von Glauchau beglaubigt er 1636 die Statuten („Leges Fisci musicalis“) der Glauchauer Kantoreigesellschaft.[74] Er erhält 1639 vom schwedischen General Johan Banér einen Schutzbrief (Salveguardenbrief) für Glauchau ausgestellt.[80] 1640 erlässte er eine „Polizey-Ordnung“ für Glauchau.[81] Im November 1620[82] nimmt er zusammen mit Hans Heinrich von Schönburg an der Schlacht am Weißen Berg bei Prag teil. Er ist „mit Frau und seinen Kindern“ in einer Gruft in der Glauchauer Georgenkirche bestattet.[83]
- August Siegfried von Schönburg-Penig/Forderglauchau (1596–1631), verstarb nach der Schlacht bei Breitenfeld (7. September 1631) an den Folgen einer Verletzung im Jahre 1631 in Penig[84]
- Christian von Schönburg-Penig (1598–1664), Besitzer von Schloss Wechselburg[85]
- Hugo II. von Schönburg-Waldenburg (?), er erhält bei einem Teilungsvertrag am 1. Mai 1556 alleinig die Herrschaft Waldenburg mit Lichtenstein. (Seine zwei Vertragspartner/Brüder(?) sind Georg I. und Wolf II.?) Im Jahre 1582 erfolgt eine Erbteilung, bei dem Hugo II. alleinig die Herrschaft Hartenstein erhält. Seine Brüder sind hier als Georg II. und Veit III. benannt. Sein Vater war Hugo I. 1584 kauft Hugo II. das Rittergut Ölsnitz/Erzgebirge mit Lugau.[86] Angeblich soll es 1559 noch eine Teilung gegeben haben.[87]
- Veit III. von Schönburg (?). Seine Brüder sind Georg II. und Hugo II. Am 21. November 1582 erhält Veit III. in einem Erbvertrag alleinig die Herrschaft Lichtenstein. 1604 ist er beteiligt an einem Hausvertrag zusammen mit Wolf III., Georg II. und Hugo II.[88] Am 13. April 1610[77] erlässt er Statuten für die Stadt Lichtenstein.
- Georg II. von Schönburg-Waldenburg (?), seine Brüder sind Hugo II. und Veit III., sein Vater ist Hugo I. von Schönburg-Waldenburg. Georg II. erhält 1582 in einem Erbteilungsvertrag alleinig die Herrschaft Waldenburg.
- Hugo III. von Schönburg-Waldenburg (1581–1644). Er unterhielt in Waldenburg und Lichtenstein ein musikalisches Orchester bis in die Wirren des Dreißigjährigen Krieges hinein.[89] 1632[81] rettet er während des Dreißigjährigen Krieges die Stadt Waldenburg vor der Plünderung durch kaiserliche Truppen.

### Ab 17. Jh.
- Eva von Schönburg († 21. August 1613 in Waldenburg), geb. Schenk zu Landsberg. Ihr Grabstein wurde um 1941 in der Stadtkirche zu Waldenburg entdeckt.[90]
- Hans Heinrich von Schönburg (?). Im November 1620[82] nimmt er zusammen mit Hans Caspar von Schönburg an der Schlacht am Weißen Berg bei Prag teil.
- Georg Ernst von Schönburg (?) und Friedrich von Schönburg(?), wohl Herren von Glauchau, schließen am 17. April 1632[81] einen Hausvertrag (sogenannter „Glauchauer Vertrag“) miteinander ab und beenden damit Erbstreitigkeiten.
- Friedrich von Schönburg (?) und Georg Ernst von Schönburg(?), wohl Herren von Glauchau, schließen am 17. April 1632[81] einen Hausvertrag (sogenannter „Glauchauer Vertrag“) miteinander ab und beenden damit Erbstreitigkeiten.
- Otto Albrecht von Schönburg (?). Sein Bruder ist Veit IV. von Schönburg. Otto Albrecht wird 1632 zusammen mit seinem Bruder Veit IV. von Schönburg Besitzer von Burg und Rittergut Stein bei Hartenstein als deren Lehnsnehmer, die von Trützschler, erloschen sind. Durch einen Teilungsvertrag 1639 erhält er alleinig die Burg und Herrschaft Hartenstein (ohne Burg und Rittergut Stein).[81] 1667[91] erlässt er eine Brauordnung für Lößnitz.
- Veit IV. von Schönburg (*?, † 1651). 1632 wird er zusammen mit seinem Bruder Otto Albrecht von Schönburg Besitzer von Burg und Rittergut Stein bei Hartenstein als deren Lehnsnehmer, die von Trützschler, erloschen sind. Durch einen Teilungsvertrag 1639 erhält er alleinig die Burg und (neue) Herrschaft Stein. Mit seinem Tode wird die Herrschaft Schönburg-Stein wieder Teil der Herrschaft Hartenstein.[81]
- Wolf Friedrich von Schönburg (?). Offenbar Herr auf Glauchau, denn er vertreibt 1647 hier den kursächsischen Zwangsverwalter/Sequestrator aus Glauchau und wird später von einrückendem kursächsischen Militär gefangen genommen. Das Amt Glauchau war verschuldet.[92]
- Gottfried Ernst von Schönburg-Hinterglauchau-Remse-Rochsburg (1623–1679[78]) Er ist neben Hinterglauchau Besitzer der kursächsischen Lehnsherrschaften Remse und Rochsburg. Von 1666 bis 1671[91] verweigern ihm die Bauern aus Pfaffroda in der Herrschaft Remse während des sogenannten „Pfaffrodaer Hut- und Triftkrieges“ seine Schafe auf ihren Feldern weiden zu lassen. Seine Söhne mit seiner Frau Agnes Beata von Schönburg-Penig (1636–1687) sind[93]:
  - Christian Ernst von Schönburg-Hinterglauchau(-Remse-Rochsburg) (1655–1718)
  - August Ernst von Schönburg-(Hinterglauchau-Remse)-Rochsburg (1666–1729)
- Hans Ernst von Schönburg (* 1628?, † 1649), er wird 21-jährig auf einer Italienreise von Wegelagerern ermordet.[92]
- Agnes Beata von Schönburg-Penig (1636–1687). Sie heiratet Gottfried Ernst von Schönburg-Hinterglauchau-Remse-Rochsburg (1623–1679) und hat mit ihm zwei Söhne.[94]
- Graf Otto Ludwig von Schönburg-Waldenburg-Hartenstein-Stein-Lichtenstein (* 1643, † 22. November 1701). Er ist alleiniger Besitzer der Herrschaften Waldenburg, Hartenstein (mit Stein) und Lichtenstein. Er war verheiratet mit Sophie Magdalene (1651–1726), geb. Gräfin von Leiningen-Westerburg.[95] 1687 erteilt er den Gewerken der „Gelben Kieszeche“ bei Lößnitz das Recht eine Arsenik-Hütte anzulegen. Am 10. September 1691[96] erlässt er für die Grafschaft Hartenstein eine Polizeiordnung. Er lässt die Burgkapelle im Hartensteiner Schloss erneuern und im Jahre 1696 einweihen und nach seiner Frau nun Sophienkapelle nennen.[97] (Der Reichsgrafenstand wurde am 7. August 1700[96] von Kaiser Leopold I. für alle Schönburger – erneut – bestätigt.) Mit Otto Ludwigs Tod endet 1701 die gemeinsame Verwaltung aller Besitzungen der Waldenburger Linie. Seine Tochter Maria Elisabeth (1670–1737) heiratet am 9. November 1692 in Waldenburg August Ernst von Schönburg-Rochsburg (1666–1729) aus der Linie Hinterglauchau.[95] 1700 erfolgt die Erhebung des Gesamthauses Schönburg in den Reichsgrafenstand. Am 1. Juni 1702[96] schließen seine Erben einen Erbvertrag und verlosen das Erbe untereinander. Seine Erben(Söhne?) sind:
  - Christian Heinrich von Schönburg(?)
  - Otto Wilhelm von Schönburg(?)
  - Georg Albrecht von Schönburg(?)
  - Ludwig Friedrich von Schönburg(1681–1736[98])
- Gräfin Sophie Magdalene von Schönburg-Waldenburg (1643–1701), geborene Gräfin Leiningen-Westerburg. Sie heiratet Otto Ludwig von Schönburg-Waldenburg, alleiniger Herr zu Waldenburg, Hartenstein, Stein und Lichtenstein. Die bis 1696 erneuerte Burgkapelle im Hartensteiner Schloss wurde nach ihr Sophienkapelle genannt.[99] Ihre gemeinsame Tochter ist Maria Elisabeth (1670–1737), die 1692 in Waldenburg August Ernst von Schönburg-Rochsburg (1666–1729) aus der Linie Hinterglauchau heiratete.[95]
- Graf Christian Ernst von Schönburg-Hinterglauchau (1655–1718). Er wird 1655 als ältester Sohn des Grafen Gottfried Ernst von Schönburg-Hinterglauchau-Rochsburg-Remse (1623–1679) und der Agnes Beata von Schönburg-Penig (1636–1687) geboren. Er war ein Enkel des Brudermörders Wolf-Ernst von Schönburg (1582–1623). Sein jüngerer Bruder war Graf August Ernst von Schönburg-(Hinterglauchau)-Rochsburg-(Remse) (1666–1729). Bei einer Erbteilung am 6. Dezember 1681 erhalten beide Brüder jeweils die Hälfte der Herrschaften Hinterglauchau, Remse und Rochsburg. Am 18. April 1689 tritt August Ernst seine Anteile an Hinterglauchau und Remse an seinen älteren Bruder ab, Christian Ernst wurde somit alleiniger Besitzer von Hinterglauchau und Remse. Am 7. August 1700 wird das Gesamthaus Schönburg durch Kaiser Leopold I. in den Reichsgrafenstand erhoben.[94]
- Graf August Ernst von Schönburg-Rochsburg (* 26. Juli 1666 in Rochsburg; † 11. August 1729 in Rochsburg[100]). Er wird 1666 auf Schloss Rochsburg als jüngerer Sohn des Grafen Gottfried Ernst von Schönburg-Hinterglauchau-Rochsburg-Remse (1623–1679) und der Agnes Beata von Schönburg-Penig (1636–1687) geboren. Er war ein Enkel des Brudermörders Wolf-Ernst von Schönburg (1582–1623). Sein älterer Bruder war Christian Ernst (1655–1718). Bei einer Erbteilung am 6. Dezember 1681 erhalten beide Brüder jeweils die Hälfte der Herrschaften Hinterglauchau, Remse und Rochsburg. Am 18. April 1689 tritt August Ernst seine Anteile an Hinterglauchau und Remse an seinen älteren Bruder ab und wird dadurch alleiniger Herr auf Rochsburg. Sein älterer Bruder wird alleiniger Besitzer von Hinterglauchau. 1686 dient August Ernst er als Kornett in der kursächsischen Armee und 1690 als Rittmeister im Leib-Regiment „Kürassiere“. In den 1690er Jahren tritt er aus der sächsischen Armee aus. Am 7. August 1700 wird das Gesamthaus Schönburg durch Kaiser Leopold I. in den Reichsgrafenstand erhoben. Am 4. März 1717 sendet er ein Antwortschreiben/Revers an Friedrich August I. von Sachsen und erkennt die sächsische Landeshoheit über seine Herrschaft Rochsburg uneingeschränkt an. Bei seinem Tode hinterließ er eine Witwe und zwei auf Schloss Rochsburg lebende unverheiratete Töchter. Er wurde in Rochsburg in der Gruft der Dorfkirche bestattet und dabei fand ein barocker Trauerzug statt, der auf vier Tuschezeichnung überliefert ist. Am 9. November 1692 heiratet er in Waldenburg Maria Elisabeth, Prinzessin von Schönburg-Hartenstein (1670–1737), die Tochter des Otto-Ludwig von Schönburg-Hartenstein (1643–1701) und der Sophie Magdalene von Leiningen-Westerburg (1651–1726). Seiner Ehe entstammen zwei Söhne und drei Töchter[101]:
  - August Ludwig von Schönburg-Rochsburg (* 4. August 1693; † 6. November 1694)
  - Sophie Agnes Wilhelmine von Schönburg-Rochsburg (* 22. August 1694; † 13. Februar 1774)
  - Ludwig Ernst von Schönburg-Rochsburg (* 11. September 1695; † 10. Januar 1696)
  - Louise Auguste von Schönburg-Rochsburg (* und † 4. Oktober 1696)
  - Christine Auguste von Schönburg-Rochsburg (* 8. Juli 1698; † 5. Januar 1753)
- Graf August Siegfried von Schönburg-Penig(-Mittelglauchau)[102] (1678–1763). Er war wohl musisch veranlagt, denn 1760 schenkte er der Kirche „ein Paar schöne und grose Paucken“.[74] Von ihm existiert ein Ölgemälde des Malers J.G.W. Viertelshausen, datiert um 1757/58, welches 2020 im Museum Schloss Hinterglauchau ausgestellt ist.
- Graf Otto Ernst von Schönburg-Hinterglauchau (1682[103] oder 1683–1746). Er ist 1724 mit seinem Gefolge bei der Einweihung der Donati-Orgel in der Dorfkirche in Schlunzig zugegen.[72] In der Glauchauer Georgenkirche befindet sich an der Südwand des Altarraumes ein Epitaph mit einem Ölgemälde in Lebensgröße von ihm. Über dem Bild ist vermerkt: „Die Bürgerschaft hat dieses Bild zum ewigen Andenken aus Liebe errichten lassen. Gestiftet 1732.“[103]
- Graf Friedrich Erdmann von Schönburg-Mittelglauchau (1683–1729[103]). Sein Porträt und Epitaph mit „Kriegsgerüste“ befindet sich noch in der Glauchauer Georgenkirche. Seine Frau, Charlotte Elisabeth von Schönburg-Mittelglauchau (1698–1738), geborene Freifrau von der Schulenburg, ließ es für ihn 1730 hier errichten zum Gedenken seines einjährigen Todestages.[103]
- Catharina von Schönburg (?) (zu Penig) geriet in Penig 1693 in einen Hexenprozess, weil ihr Ehemann, der Landesherr die Scheidung wollte.
- Gräfin Charlotte Elisabeth von Schönburg-Mittelglauchau (1698–1738), geborene Freifrau von der Schulenburg. Ihr Gemahl Graf Friedrich Erdmann von Schönburg-Mittelglauchau (1683–1729[103]) verstarb 1729 (1727?) und sie ließ ihm zu Ehren in der Georgenkirche in Glauchau das sogenannte „Kriegsgerüste“ errichten, was bis heute vorhanden ist.[48] Außerdem befindet sich hier auch ein Ölgemälde von Friedrich Erdmann als Teil des Epitaphes für ihn.[103]
- Graf Christian Heinrich von Schönburg-Waldenburg (?). Am 1. Juni 1702[96] schließen die vier Erben von Graf Otto Ludwig von Schönburg-Waldenburg (*?, † 22. November 1701) einen Erbvertrag und verlosen das Erbe untereinander. Christian Heinrich wird dabei Besitzer der Herrschaft Waldenburg. Im Streit um die Landeshoheit unterbreitet er Kursachsen 1721[104] einen ersten eigenen Vergleichsvorschlag.
- Graf Wolf Heinrich von Schönburg-Penig-Mittelglauchau († 1704)[102]
- Graf Otto Wilhelm von Schönburg-Lichtenstein (?). Am 1. Juni 1702[96] schließen die vier Erben von Graf Otto Ludwig von Schönburg-Waldenburg(*?, † 22. November 1701) einen Erbvertrag und verlosen das Erbe untereinander. Otto Wilhelm erhält die Herrschaft Lichtenstein. Zu dieser Herrschaft gehört neben Schloss Lichtenstein wohl auch das nahegelegene kleine Schloss Rüsdorf, welches heute nicht mehr existiert. 1708[104] lässt er auf einem Berg gegenüber von Lichtenstein einen neuen Ort anlegen, der 1712 nach seiner verstorbenen Frau Henriette Charlotte, geborene von Callenberg, den Namen „Callenberg“ erhält(heute Ortsteil von Lichtenstein, seit etwa 1800 „Callnberg“ genannt). Im September 1720[104] erlässt Otto Wilhelm eine Prozessordnung für seine Herrschaft Lichtenstein. 1725[105] erhält Callenberg Stadtrecht.
- Gräfin Henriette Charlotte von Schönburg-Lichtenstein (*?, gest. um/vor 1712), geborene von Callenberg. Frau des Grafen Otto Wilhelm von Schönburg-Lichtenstein.
- Graf Ludwig Friedrich von Schönburg-Stein (1681–1736[98]). Am 1. Juni 1702[96] schließen die vier Erben von Graf Otto Ludwig von Schönburg-Waldenburg(*?, † 22. November 1701) einen Erbvertrag und verlosen das Erbe untereinander. Ludwig Friedrich wird Besitzer von Herrschaft und Burg Stein. Er verpfändet am 21. Dezember 1707[96] die bisher zur Herrschaft Stein gehörenden Orte Neudörfel und Rödlitz an seinen Bruder Georg Albrecht von Schönburg-Hartenstein. Bis 1813 gehören diese Orte dann zum Amt Hartenstein. Graf Ludwig Friedrich (aus der Waldenburger Linie) soll einen Neubau von Schloss Rüsdorf veranlasst haben. Dieses Schloss wurde aber um 1850 abgerissen.[98]
- Graf Georg Albrecht von Schönburg-Hartenstein (?). Am 1. Juni 1702[96] schließen die vier Erben von Graf Otto Ludwig von Schönburg-Waldenburg(*?, † 22. November 1701) einen Erbvertrag und verlosen das Erbe untereinander. Georg Albrecht wird dabei Besitzer von Herrschaft Hartenstein(ohne Burg und Herrschaft Stein). Am 21. Dezember 1707[96] erwirbt er die bisher zur Herrschaft Stein gehörenden Orte Neudörfel und Rödlitz wiederverkäuflich(also als Pfand) von seinem Bruder Graf Ludwig Friedrich von Schönburg-Stein. Sie gehören dann bis 1813 zur Herrschaft Hartenstein.
- Graf Christian Ernst von Schönburg(-Hinterglauchau) (1655–1718) und Graf August Ernst von Schönburg(1666–1729), Herren zu Glauchau, erlassen nach 1680[91] eine Genehmigung zum Bau einer neuen Siedlung bei Hohenstein, die nach Ihnen beiden „Ernstthal“ genannt wird. (Viel später werden beide Städte vereinigt.) Am 2. Dezember 1681[91] wurde die Herrschaft Glauchau in die Ämter (und Linien) Forderglauchau und Hinterglauchau geteilt. Christian Ernst nannte sich nun Christian Ernst von Schönburg-Hinterglauchau. Gleichzeitig war er Besitzer der kursächsischen Lehnsherrschaft Remse geworden.
- Graf August Ernst von Schönburg (1666–1729) und Graf Christian Ernst von Schönburg(1655–1718), Herren zu Glauchau, erlassen nach 1680[91] eine Genehmigung zum Bau einer neuen Siedlung bei Hohenstein, die nach Ihnen beiden „Ernstthal“ genannt wird. (Viel später werden beide Städte vereinigt.)
- Graf Otto Ernst von Schönburg-Hinterglauchau (1682–1746). Unter ihm werden um 1720 zwei Räume im Obergeschoß des Ostflügels von Schloss Hinterglauchau barock umgestaltet[60]

### Ab 18. Jh.
- Graf Heinrich Ernst I. von Schönburg-Rochsburg (1711 bis 1777[106]), Herr auf Schloss Rochsburg, bestattet hier in der Gruft des Schlosses. Seine Kinder waren:[106]
  - Friedrich Ernst (1748–1770)
  - Heinrich Wilhelm Ernst (1751–1816)
  - Wilhelmine Eleonore Sidonie (1756–1822)
  - Heinrich Ernst II. (1760–1825)
  - Ludwig Ernst (1750–1806)
  - Caroline Antoinette Louise (1752–1827)
  - Albert Gottlieb Ernst (* † 1758)
  - Magdalena Louise (1762–1835)
- Graf Friedrich Albrecht, genannt Albert, von Schönburg–Hartenstein (* 7. Dezember 1713, † 18. Dezember 1786[107]). Verheiratet mit Gräfin Erdmuthe Magdalena von Schönburg–Stein (* 17. November 1722, † 27. März 1806).
- Graf Albert Christian Ernst von Schönburg-Hinterglauchau (1720–1799), 1757 Gründer der Schloßkompagnie in Schloss Hinterglauchau, die bis 1779 besteht.[108] Nach Sturmschäden am Dachstuhl des Nordflügels von Schloss Hinterglauchau 1763–64 lässt er ab Februar 1764 den Nordflügel weitgehend abreißen und danach neu errichten. Der Eckturm aus der Zeit der Gotik an der Südwestecke des Nordflügels von Hinterglauchau wurde dabei auch teilweise abgerissen und neu errichtet.[60] 1766 wird auf seine Anregung die Siedlung Albertsthal bei Glauchau gegründet, die nach ihm benannt wird. 1768 erklärte er den Hauptrezeß von 1740 mit Sachsen für seine Herrschaft Hinterglauchau für ungültig, da die Krone Böhmens nie zugestimmt hatte. Kaiserin Maria Theresia hob tatsächlich 1773 den Rezeß auf. Daraufhin schickte Kursachsen 1777 Truppen nach Glauchau (bekannt als „Glauchauer Krieg“) um Albert Christian Ernst festnehmen zu lassen. Er entkam und musste dann in Wien im Exil leben.[109] 1779[110] tritt er zum Katholizismus über.(Person könnte identisch sein mit Albert, Graf von Schönburg-(Unter-)Glauchau.)
- Gräfin Erdmuthe Magdalena von Schönburg–Hartenstein, geborene Gräfin Schönburg-Stein (*17.11.1722, †27.03.1806[111] ), verheiratet mit Graf Albert (Friedrich Albrecht) von Schönburg-Hartenstein.
- Gräfin Magdalena Luise von Schönburg-Rochsburg (1723?–1798[106]), geborene Reichsfreiin von Elstern(von Elster zu Diamantstein), Ehefrau von Heinrich Ernst I. von Schönburg-Rochsburg. Bestattet in der Gruft von Schloss Rochsburg.
- Graf Friedrich Erdmann von Schönburg (?). Für ihn befindet sich ein Epitaph aus dem Jahre 1730[112] im Altarraum der Kirche St. Georgen in Glauchau.
- Graf Friedrich Ernst von Schönburg-Rochsburg (1748–1770[106]), erster Sohn von Heinrich Ernst I. von Schönburg-Rochsburg. Bestattet in der Gruft von Schloss Rochsburg.
- Graf Carl Heinrich III. von Schönburg-Forderglauchau-Penig (1757–14. April 1815). Bis 1813 wohnte er mit seiner Familie in Kassel, danach bewohnte seine Familie das Neue Schloss in Penig.
- Graf Ludwig Ernst von Schönburg-Rochsburg (1750–1806[106]). Sohn von Graf Heinrich Ernst I. von Schönburg-Rochsburg.
- Graf Heinrich Wilhelm Ernst von Schönburg-Rochsburg (1751 bis 1816[106]), Herr von Schloss Rochsburg. Zweiter Sohn von Heinrich Ernst I. von Schönburg-Rochsburg. Bestattet in der Gruft von Schloss Rochsburg.
- Prinzessin Caroline Antoinette Louise von Schönburg-Rochsburg (1752–1827[106]). Tochter von Graf Heinrich Ernst I. von Schönburg-Rochsburg.
- Prinzessin Wilhelmine Eleonore Sidonie von Schönburg-Rochsburg (1756 bis 1822[106]), verwitwete Freiherrin von der Steyden. Tochter Heinrich Ernst I. von Schönburg-Rochsburg. Bestattet in der Gruft von Schloss Rochsburg.
- Graf Carl Heinrich III. von Schönburg-Forderglauchau-Wechselburg (1757–1815). Von ihm existiert ein Ölgemälde von Anton Graff von 1806 sowie eine Wappentafel mit den Symbolen des Johanniterordens integriert zusätzlich zum schönburgischen Wappen (unbekannter Maler, 1795). Beide im Museum Hinterglauchau.[113] Carl Heinrich verkauft 1793[114] die kursächsische Lehnsherrschaft Remse mit Abteioberlungwitz an den Freiherrn Christian Friedrich von Gregori.
- Albert Gottlieb Ernst von Schönburg-Rochsburg (* und † 1758[106]). Sohn von Graf Heinrich Ernst I. von Schönburg-Rochsburg.
- Graf Wilhelm von Schönburg-Forderglauchau-Penig (*?, † 2. September 1815 in Wechselburg). Jüngerer Bruder von Graf Carl Heinrich III. von Schönburg-Forderglauchau-Penig. Bis 1813 wohnte er mit seiner Familie in Kassel, danach bewohnte seine Familie das Neue Schloss in Penig[115]
- Graf/Fürst(seit 1790) Otto Carl Friedrich von Schönburg-Waldenburg (1758–1800[116]). Er ließ zwischen 1780 und 1798[117] den Grünfelder Park im damaligen Ort „Greenfield“ östlich von Waldenburg anlegen.[118] Am 8. April 1786 richtet er für alle Besitzungen der Waldenburger Linie eine Primogenitur-Ordnung ein und am 18. Dezember 1786 erbt er nach dem Tod von Graf Friedrich Albert von Schönburg-Hartenstein dessen Herrschaft Hartenstein. Alle Besitzungen der Waldenburger Linie sind nun in einer Hand vereinigt.[117] Am 9. Oktober 1790[114] erhebt Kaiser Leopold II. die Waldenburger Linie der Schönburger in den Reichsfürstenstand. 1791[114] versucht Otto Carl Friedrich eine eigene schönburgisch-fürstliche Regierung für die Waldenburger Linie einzurichten. 1797 kauft er die kursächsische Lehnsherrschaft Remse vom Freiherrn Christian Friedrich von Gregori.[119] Otto Carl Friedrich wurde nach seinem Tode in der Gruft des Lichtensteiner Schlosses bestattet. Seine Witwe(Name?) ließ zwischen 1820 und 1830 zum Gedenken an ihn ein Mausoleum im Grünfelder Park errichten. Wegen anstehendem Grundwasser konnte es jedoch nicht als solches genutzt werden und steht seither leer.[120] Von 1811 bis 1813 streiten sich seine Söhne gerichtlich um dessen Erbe. Sein erstgeborener Sohn ist Otto Victor I.[114]
- Graf Heinrich Ernst II. von Schönburg-Rochsburg (* 29. April 1760 in Rochsburg; † 19. April 1825 in Rochsburg[106]). Herr auf Schloss Rochsburg. Vierter Sohn von Heinrich Ernst I. von Schönburg-Rochsburg. Bestattet in der Gruft von Schloss Rochsburg. Er zählt aufgrund seiner damals ökonomisch sehr bedeutenden Merinoschaf-Zucht, welche europaweit Berühmtheit erlangte, und wegen seines ökonomischen Tagebuchs der Jahre 1799–1819 (veröffentlicht 1828) zu den bedeutendsten deutschen Ökonomen des ausgehenden 18. und frühen 19. Jahrhunderts. In erster Ehe verheiratet mit Sophie Wilhelmine(1766 bis 1795), geborene Prinzessin von Schönaich-Carolath. In zweiter Ehe mit Ernestine Wilhelmine(1768 bis 1838), geborene von Köhler. Da er keine männlichen Nachkommen hat erlischt die Linie Schönburg-Rochsburg mit seinem Tode 1825. Die Herrschaft Rochsburg gelangt danach an die Linie Schönburg-Hinterglauchau.[106]
- Graf (Franz Gottlob) Albert (Christian Ernst) von Schönburg-Hinterglauchau (* 20. April 1761 Glauchau; † 8. Januar 1841 ebenda). Bis 1797 Besitzer von Hinterglauchau, in diesem Jahr verkauft er die Herrschaft an seinen Bruder Gottlob Carl Ludwig von Schönburg (1762–1842). Ab 1825 Mitbesitzer von Rochsburg. Von 1787 bis 1830 Vertreter der Schönburger in der Sächsischen Ständeversammlung. 1836/37 Vertreter der Schönburger in der ersten Kammer des Sächsischen Landtages.
- Prinzessin Magdalena Louise von Schönburg-Rochsburg (1762–1835[106]). Tochter von Graf Heinrich Ernst I. von Schönburg-Rochsburg.
- Graf (Gottlob Carl) Ludwig (Christian Ernst) von Schönburg-Hinterglauchau (* 27. August 1762 in Glauchau; † 1. Mai 1842 ebenda; CZ: „Ludvík ze Šumburka-Zadního Hluchova“). Bis zum 17./18. November 1823 war er Vormund für den minderjährigen (Carl Heinrich) Alban von Schönburg-Forderglauchau (1804–1864) und verwaltete dessen Erbe, die Herrschaften Forderglauchau, Penig und Wechselburg.[115] Am 18. November wurde Alban volljährig. Ludwig mietete den sogenannten „Peniger Anteil“ des Schlosses Forderglauchau (für Alban?)an. Ludwig diente als Generalmajor in einer königlich-bayerischen Armee. Sein Sohn war Graf Heinrich von Schönburg-Hinterglauchau (1794–1881).[121] Von ihm und seiner Gattin, Gräfin Ferdinande Henriette, geb. Gräfin Hochberg-Rohnstock (1767–1836) existiert ein Ölgemälde (um 1790) eines unbekannten Malers in der Ausstellung von Schloss Hinterglauchau.[122]
- Gräfin Juliane Eleonore Augusta von Schönburg-Hinterglauchau (1764–1823). Sie war musikalisch gebildet. Komponist Christian Gottlob Saupe (1763–1819), Hof- und Stadtorganist in Glauchau bis zu seinem Tode, widmete Ihr die bei Verlag Breitkopf in Leipzig 1791 erschienenen „Deutschen Gesänge“ nebst Sonatinen „seiner fleisigen Schülerin, der Comtesse Augusta von Schönburg“. Der in Gera erfolgte Druck der Kantate „Der Abend“ offenbart ihre Zuneigung zum Grafen Albert von Schönburg-Rochsburg.[74]
- Gräfin Sophie Wilhelmine von Schönburg-Rochsburg (1766–1795[106]), geborene Prinzessin von Schönaich-Carolath. Erste Frau von Graf Heinrich Ernst II. von Schönburg-Rochsburg. Bestattet in der Gruft von Schloss Rochsburg.
- Gräfin Ferdinande Henriette von Schönburg-Hinterglauchau (1767–1836), geb. Gräfin Hochberg-Rohnstock. Von ihr und ihrem Mann, (Gottlob Carl) Ludwig (Christian Ernst) von Schönburg-Hinterglauchau (1762–1842) existiert ein Ölgemälde (um 1790) eines unbekannten Malers in der Ausstellung von Schloss Hinterglauchau.[122]
- Gräfin Ernestine Wilhelmine von Schönburg-Rochsburg (1768–1838[106]), geborene von Köhler. Zweite Ehefrau von Heinrich Ernst II. von Schönburg-Rochsburg. Bestattet in der Gruft von Schloss Rochsburg.
- Prinzessin Viktoria Albertine von Schönburg-Waldenburg (1782–1840). Sie war eine tatkräftige und begabte Musikerin. Von ihr existierte bis 1945 ein Pastell-Gemälde von Christian Leberecht Vogel, vor 1810 entstanden.[123]
- Prinzessin Jenny von Schönburg-Waldenburg (1780–1809). Durch Heirat wird sie Erbgräfin von Stolberg-Wernigerode. Von ihr und ihrer Tochter Eleonore existiert ein Doppelporträt, Pastell des Malers Christian Leberecht Vogel, wohl von 1802, im Klassizismuszimmer in Museum Schloss Hinterglauchau sowie ebenfalls hier ein Ölgemälde des gleichen Malers aus dem Jahre 1799.[124]
- Graf Otto Alexander von Schönburg-Stein (28.08.1781–27.07.1782). Er wird nicht einmal ein Jahr alt. Man errichtet für ihn das "Denkmal des Erstgeborenen" das auch seine Lebensdaten nennt, im Grünfelder Park[125]. Das Denkmal ist eine Steinsäule mit einer "Urne" (Vase) darauf. Es wurde wohl vom zweitgeborenen Sohn, Otto Victor I. errichtet.
- Graf/Fürst(seit 1790) Otto Victor I. von Schönburg-Waldenburg (1785–1859). Von 1811 bis 1813[114] streiten sich die Söhne Otto Carl Friedrichs gerichtlich um dessen Erbe(Primogenitur- und Allodialprozess). Der erstgeborene Sohn, Otto Victor I., übergibt in einem Vergleich die Herrschaften Hartenstein, Stein und das Vorwerk Zschocken an seine nachgeborenen Brüder. 1814/15[126] setzt er sich zusammen mit Fürst Friedrich Alfred von Schönburg-Hartenstein auf dem Wiener Kongress für die Rechte des Hauses Schönburg ein. Am 13. August 1819[126] gründet er die „Fürstlich-Schönburgische Sparkasse“ in Waldenburg. Sie ist die erste Privatsparkasse in Sachsen. Ihr Tresorraum wird im Bergfried des Waldenburger Schlosses eingerichtet und befindet sich mit zwei riesigen Stahltüren noch heute in dem Turm. 1819 oder 1820[126] kauft er das Rittergut und Schloss Gauernitz. 1840 erwarb der kunstsinnige Fürst vom Leipziger Apotheker Rhode einen Teil der berühmten „Linckschen Naturaliensammlung“ (Heinrich Linck (1638–1717) und seine Nachkommen sammelten leidenschaftlich). 1844 ließ er gegenüber von Schloss Waldenburg das bis heute erhaltene Museumsgebäude dafür neu errichten. Zuvor war die Sammlung im Reithaus des Marstalles des Schloss-Vorwerkes Waldenburg gelagert gewesen. Als Museum wurde die Sammlung dann öffentlich zugängig unter ihm. Er erwarb zusätzlich weitere Sammlungen(Reichelche-, Gerhardtsche- und Oberländische Sammlung) für dieses „Fürstlich Schönburgische Naturalienkabinett zu Waldenburg“. Dieses Museum existiert noch heute als „Museum im Museum“ in weitgehend originaler Fassung und ist museumsgeschichtlich bedeutend.[127] "Seine Tochter war Ottilie, die 1856 Graf Richard Clemens von Schönburg-Hinterglauchau-Rochsburg heiratete.[128] 1833[129] führt er mit den sächsischen Ministern Bernhard von Lindenau und von Zesche Verhandlungen mit dem Ziel des Abschlusses eines „Erläuterungsrezesses“ zwischen dem Haus Schönburg und dem Königreich Sachsen, dieser Rezess wird 1835 erlassen und erneuert den älteren Rezess von 1740. Otto Victor I. finanzierte aus Privatvermögen (umgerechnet auf heute mit hohen Millionensummen) mehrere „Seminare“ (höhere Schulen zur Ausbildung von evangelischen Lehrkräften). Am 26. Juli 1844[130] wurde in Waldenburg das „Fürstlich-Schönburgische Lehrerseminar“ eingeweiht. Dieses Gebäude besteht (erweitert) bis heute und beherbergt das Waldenburger Eurogymnasium. Im Ort Callnberg stiftet er am 8. Februar 1855[131] das Lehrerinnenseminar Callnberg, heute in Lichtenstein. Dieses Gebäude wird heute als Gymnasium genutzt. 1852(laut Inschriftentafel am 11. Mai 1847) stiftete er das Lehrerinnenseminar in Droyßig (später: „Droyßiger Anstalten“ genannt), wo er schon 1839[132] durch Kauf Besitzer des dortigen Schlosses geworden war. 1826 kauft er die Herrschaft (und wohl auch das Schloss?) Preßnitz. Er lässt hier den Waldbestand größtenteils abholzen und verkauft schon 1832 die Herrschaft Preßnitz an Gräfin Gabriela von Buquoy-Longueval, geborene von Rotenhan, auf Schloss Rothenhaus.[133] Offenbar unter ihm wird von 1844 bis 1846[134] im Grünfelder Park das neue Grünfelder Schlösschen, auch bekannt als „Teehaus“, errichtet, nachdem das das ältere Schlösschen (wohl wegen Baufälligkeit) fast komplett abgerissen wurde. Im Klassizismus-Zimmer des Schlossmuseums Hinterglauchau ist ein Ölgemälde von ihm vom Maler Christian Leberecht Vogel, datiert um 1795, ausgestellt.[124]
  - Prinzessin Ottilie von Schönburg-Waldenburg (1830–1880[128]), seine Tochter
  - Prinz Carl Ernst von Schönburg-Waldenburg (1836–1915), sein jüngster Sohn
- Fürst Friedrich Alfred von Schönburg-Hartenstein (1786–1840). 1814/15[126] setzt er sich zusammen mit Fürst Otto Viktor I.von Schönburg-Waldenburg auf dem Wiener Kongress für die Rechte des Hauses Schönburg ein. Um 1820[126] lässt er Schloss Hartenstein im neogotischen Stil umbauen. Am 11. Februar 1843[130] wird in Hartenstein die „Alfredstiftung“ gegründet, die neben Hartenstein auch für Herrschaft Stein und Zschocken zuständig ist. Von ihm sind ein Pastell-Gemälde des Malers Christian Leberecht Vogel, datiert um 1810, sowie ein Ölgemälde der Malerin Élisabeth Vigée-Lebrun von etwa 1820 im Schloss Hinterglauchau im Klassizismus-Zimmer ausgestellt.[124]
- Graf Friedrich Albert von Schönburg-Hartenstein (*?, † 18. Dezember 1786). Mit seinem Tod erlischt die alte Linie Schönburg-Hartenstein. Der Besitz (Hartenstein) geht nun in die Hände von Otto Carl-Friedrich von Schönburg-Waldenburg über.[117]
- Gräfin Marie Clementine von Schönburg-Hinterglauchau (1789–1863), geb. Prinzessin von Schönburg-Waldenburg. Frau von Graf Heinrich.[128]
- Graf Heinrich (Gottlob Otto Ernst) von Schönburg-Hinterglauchau (* 14. Dezember 1794 auf Schloss Quolsdorf bei Hähnichen; † 12. März 1881 in Glauchau). Besitzer von Hinterglauchau(1837) und Wechselburg(1842) mit Gusow(1842). Mitbesitzer von Rochsburg (1842). 1858 kauft er Netzschkau. 1868 wurde er alleiniger Besitzer von Rochsburg. Sein tschechischer Name ist „Jindřich ze Šumburka-Zadního Hluchova“. Er war Mitglied der Ersten Kammer des Ständerates des Sächsischen Königreichs. Im Großen Historismus-Zimmer des Schlossmuseums Hinterglauchau existiert von ihm ein Porträt (mit Ölfarbe übermalte Fotografie, Berlin um 1860).[124] Er war mit Prinzessin Marie Clementine von Schönburg-Waldenburg verheiratet und hatte mit ihr vier Kinder, die evangelisch-lutherisch erzogen wurden:[128]
  - Henriette Marie Elisabeth („Elise“) von Schönburg-Hinterglauchau (1821–1899)
  - Friedrich („Fritz“) Wilhelm Edmund von Schönburg-Hinterglauchau (1823–1897)
  - Friedrich Alfred von Schönburg-Hinterglauchau (1827–1855)
  - Richard Clemens von Schönburg-Hinterglauchau (* 19. November 1829 in Berlin; † 19. Oktober 1900 in Berlin)

### Ab 19. Jh.
- Graf Ernst Ferdinand Ludwig Heinrich von Schönburg (1800 bis 1868). Cousin 2. Grades von Heinrich Ernst II. von Schönburg-Rochsburg. Vermutlich bestattet in einem unbeschrifteten Sarg in der Gruft von Schloss Rochsburg.
- Prinzessin Adolfine Sophie Wilhelmine Henriette Ernestine von Schönburg-Rochsburg (* 1809[106]), unehelich, später legitimiert. Tochter von Graf Heinrich Ernst II. von Schönburg-Rochsburg.
- Graf (Carl Heinrich) Alban von Schönburg-Forderglauchau-Wechselburg-Penig (1804–1864). Sein jüngerer Bruder war Graf Wilhelm von Schönburg-Forderglauchau-Penig.[115] Am 14. April 1815 erbte sein jüngerer Bruder Graf Wilhelm. Dieser starb jedoch schon am 2. September 1815 in Wechselburg. Der erst zehnjährige Alban wurde Erbe. Die Verwaltung dessen Erbes als Vormund trat Graf Ludwig von Schönburg-Hinterglauchau (1762–1842) an. Ludwig mietete den sogenannten „Peniger Anteil“ des Schlosses Forderglauchau (für seine Linie Hinterglauchau?) an.[135] Am 18. November 1823 wurde Alban von Schönburg-Forderglauchau mündig und erbte die Herrschaften Forderglauchau, Penig und Wechselburg.[115] (Andere Aussage: Bereits 1829 war Graf Alban von Schönburg Besitzer der Herrschaften Forderglauchau, Penig und Wechselburg geworden.[136]) Er bewohnt seit 1824 das neue Schloss Wechselburg und lässt am 8. Oktober 1843[130] hier in der Basilika/Schlosskirche einen ersten katholischen Gottesdienst durchführen. Alban von Schönburg genoss großes Ansehen wegen seiner Toleranz auf religiösem Gebiet. Ab 1843 stellte er seine protestantische Schlosskirche, die einzige erhaltene spätromanische Basilika Westsachsens- den Katholiken der Gegend für Gottesdienste zur Verfügung. Von 1829 bis 1860 ließ Alban diese Kirche etappenweise unter zum Teil denkmalpflegerischen Gesichtspunkten renovieren. Er war Mitglied der „Deutschen Gesellschaft für Erforschung vaterländischer Sprache und Alterthümer zu Leipzig“. Am 20. April 1846 fand in der Kirche die Vermählung seiner ältesten Tochter mit dem katholischen Grafen Otto von Quadt zu Wykradt und Isny statt. Alban war Ritter des Johanniter-Ordens und Träger des Großkreuzes des Albrecht-Ordens. Er wurde zusammen mit seiner Frau Emilie auf dem Dresdener Trinitatisfriedhof beerdigt.[137] Seine Frau war Amalie Christiane Marie (1806–1880), genannt Emilie oder Emmy, geborene Gräfin von Jenison-Walworth, die er 1824[138] heiratete. Von (Carl Heinrich) Alban wird im Biedermeier-Zimmer in Schloss Hinterglauchau ein Ölgemälde gezeigt, das Julius Ferdinand Wilhelm Sattler (1796–1866) im Jahre 1827 in Dresden malte und ihn als Jäger im Elbsandsteingebirge zeigt.[138]
  - Prinzessin Ida von Schönburg-Forderglauchau-Wechselburg-Penig (1829–1902), seine Tochter
  - Prinz Carl von Schönburg-Forderglauchau-Wechselburg-Penig (1832–1898), sein Sohn
- Gräfin Amalie Christiane Marie („Emilie“ oder „Emmy“) von Schönburg-Forderglauchau-Wechselburg-Penig (1806–1880), geborene Gräfin von Jenison-Walworth. Seit 1824[138] Frau von (Carl Heinrich) Alban von Schönburg-Forderglauchau-Wechselburg-Penig. Sie bewohnt seit 1824 mit ihrem Mann das neue Schloss Wechselburg und lässt am 13. Dezember 1843[130] in Wechselburg ein Diakonissen(kranken)haus errichten. Es beherbergt auch eine Kleinkinderbewahranstalt („Kindergarten“). Die Einrichtung eines Salons im Neuen Schloss zeigt das Gemälde „Die Kinder des Grafen Alban von Schönburg in einem Salon des Schlosses Wechselburg“ um 1837. Das Gemälde wurde mutmaßlich von der Mutter der porträtierten Gräfin Emilie gemalt und zeigt Emilie mit ihren drei Kindern. Auf Einladung der Gräfin Emilie lebte der Dresdner Spätromantiker Johann Hermann Carmiencke (1810–1867) einige Monate in Wechselburg und unterrichtete hier ihre Töchter im Zeichnen und Malen. Emilie war mit Gräfin Ida von Hahn, einer Schriftstellerin befreundet, die ihr etliche Briefe schrieb und im Roman „Ulrich“ das Leben von Graf und Gräfin Schönburg in Wechselburg unter Pseudonymen (Fürst Thierstein) beschreibt.[139] Sie fertigte 1843 von ihrer Tochter Ida (1829–1902) ein Porträtrelief aus Gips an. Auf dem Ölgemälde „Die Kinder des Grafen Franz von Jenisson-Walworth“, das um 1818/20 von Carl Wilhelm Tischbein gemalt wurde, ist Emmy mit abgebildet. Beides ist im Biedermeier-Zimmer in Schloss Hinterglauchau ausgestellt. Außerdem wird hier von ihrem Sohn Carl ein Porträtrelief aus Gips gezeigt, das seine Mutter, Gräfin „Emilie“ im Jahr 1843 anfertigte.[138]
  - Prinzessin Ida von Schönburg-Forderglauchau-Wechselburg-Penig (1829–1902), ihre Tochter
  - Prinz Carl von Schönburg-Forderglauchau-Wechselburg-Penig (1832–1898), ihr Sohn
- Prinzessin Marie von Schönburg-Waldenburg (1818–1829). Sie war die älteste Schwester der ersten Ehefrau des Grafen Richard Clemens von Schönburg-Hinterglauchau (1829–1900), Gräfin Ottilie von Schönburg-Hinterglauchau (1830–1880). Von Marie existiert im Großen Historismus-Zimmer des Schlossmuseums Hinterglauchau eine Büste aus Marmor, datiert um 1830.[140]
- Prinzessin (Henriette Marie) Elisabeth (genannt „Elise“) von Schönburg-Hinterglauchau (1821–1899). 1899 vererbte sie ihrem Bruder Richard Clemens das in ihrem Eigenbesitz befindliche Rittergut und Schloss Netzschkau.[128] Von Elise existiert im Großen Historismus-Zimmer des Schlossmuseums Hinterglauchau ein Ölgemälde/Porträt, welches von Gabriele von Schönburg-Hinterglauchau (1824–1917) um 1865/70 gemalt wurde.[140]
- Fürst Hugo von Schönburg-Waldenburg (* 29. August 1822 in Waldenburg; † 9. Juni 1897 in Wiesbaden), preußischer Artillerie-General (lt. anderen Quellen der Infanterie[17]). Treuhänderischer Besitzer von Schloss Droyßig (Fideikommissherr). Zweiter Sohn von Fürst Otto Viktor I. von Schönburg-Waldenburg. 1870 bis 1871 war er Soldat im Deutsch-Französischen Krieg im Stab des 8. Armeekorps.[17]
- Gräfin Gabriele von Schönburg-Hinterglauchau (1824–1917), geb. Prinzessin zu Windisch-Graetz. Sie malte. Von ihr hat sich ein Aquarell mit dem Titel „Hof in Glauchau“ erhalten, das die Hofseite des 1864 neu errichteten Südflügels von Schloss Hinterglauchau und den Schlosshof mit der gräflichen Kutsche und mehreren Personen zeigt. Datiert auf Juli 1872.[141] Im Großen Historismus-Zimmer von Schloss Hinterglauchau existiert ein von ihr gemaltes Öl-Porträt (um 1865/1870) des Grafen Richard Clemens von Schönburg-Hinterglauchau (1829–1900) sowie ein ebensolches von Gräfin Elisabeth von Schönburg-Hinterglauchau (1821–1899), datiert um 1865/70[140]
- Fürst (Josef) Alexander (Heinrich Otto) von Schönburg-Hartenstein (5. März 1826 Wien–1. Oktober 1896 Wien). Seit 1879 erster stellvertretender Vorsitzender des Unterhauses des Österreichischen Reichsrates.
- Prinz Georg von Schönburg-Waldenburg (1828–1900). Tschechischer Name: „Georg ze Šumburka-Waldenburgu“. Sächsischer General der Kavallerie und Generaladjutant.
- Graf Richard Clemens von Schönburg-Hinterglauchau-Rochsburg (* 19. November 1829 in Berlin; † 19. Oktober 1900 in Berlin). Er wurde in Berlin geboren, verbrachte seine Kindheit in Glauchau und in Schloss Gusow. In Gusow entstand wohl ein Gemälde, das ihn und seinen Bruder Friedrich Alfred als Kinder zeigt. Er wurde evangelisch-lutherisch erzogen. Seine Mutter brachte wohl die Musik in sein Leben. Im Krause`schen Realinstitut Dresden wurde er ausgebildet und danach im königlich sächsischen Kadettenhaus. 1848 trat er in das Sächsische Gardereiterregiment ein, wurde später Sekondeleutnant im 2. Königlich-Sächsischen Reiterregiment. Im Verband mit preußischen Truppen war er an der Niederschlagung des Dresdner Maiaufstandes 1849 teil. Vor 1852 bereiste er England und Frankreich. Als Mitglied des Gardereiterregimentes wurde er 1852 als Attaché der Sächsischen Gesandtschaft nach Madrid geschickt. Er bereiste Portugal, Gibraltar und Marokko, besuchte hier Tanger. 1854 kehrte er nach Sachsen zurück, nahm hier Abschied von der Sächsischen Armee und trat in den preußischen Militärdienst ein. Während des Deutsch-Französischen Krieges nahm er am 18. August 1870[17] an der Schlacht bei Gravelotte-St. Privat (Dritte Schlacht von Metz) teil. Er war zweimal verheiratet. Beide Ehen blieben kinderlos. Seine zweite Frau war Ida Friederike („Frida“), geborene von Fabrice. Mit ihm erlischt die Linie Schönburg-Hinterglauchau-Rochsburg im Jahre 1900 im Mannesstamme. Er gilt als der letzte evangelische Graf der Glauchauer Schönburger, da die Linie Forderglauchau katholisch blieb. Er ist in der Gruft in Schloss Hinterglauchau bestattet. Zusammen mit Frida musizierte er und war ein gepriesener Solosänger.[142] Sein Vater war Heinrich von Schönburg-Hinterglauchau und seine Mutter Marie Clementine, geborene Prinzessin Schönburg-Waldenburg. Seine Geschwister waren Friedrich („Fritz“) Wilhelm Edmund, Henriette Marie Elisabeth („Elise“) und Friedrich Alfred. Richard Clemens war Förderer des 1884 gegründeten Glauchauer Gewerbemuseums. Seine zweite Frau Frida ließ als Witwe für ihn 1901 im Schlosspark Gusow ein Denkmal und 1929 in der St. Georgen-Kirche in Glauchau ein Epitaph errichten, aufgestellt in der Turmhalle/Eingangsbereich. Künstler beider Denkmale war der Dresdner Bildhauer Clemens Grundig. 1875 wurde er Besitzer von Gusow und Platkow, welche er schon 1870 gepachtet hatte. Mit dem Tode seines Vaters 1881 wurde er Besitzer von Hinterglauchau und Rochsburg. 1899 erbte er von seiner Schwester Henriette Marie Elisabeth („Elise“) Schloss und Rittergut Netzschkau.[128] Aus seinem Besitz blieben sein Parade-Kürassier-Harnisch und der zugehörige Paradehelm des königlich preußischen Eliteregimentes „Gardes du Corps“ erhalten, in dem er für Preußen gedient hatte.[143] Im Großen Historismus-Zimmer von Schloss Hinterglauchau existiert von ihm ein Öl-Porträt, datiert um 1850 sowie ein ebensolches, welches von Gräfin Gabriele von Schönburg-Hinterglauchau (1824–1917) selbst gemalt wurde. Außerdem wird hier ein Porträtfoto von ihm, entstanden um 1900 in Glauchau im Atelier Richard Warth, gezeigt. Des Weiteren hier existiert von ihm eine gemalte Wappentafel.[140]
- Prinzessin Ida von Schönburg-Forderglauchau-Wechselburg-Penig (1829–1902). Sie war die Tochter von Graf (Carl Heinrich) Alban von Schönburg-Forderglauchau-Wechselburg-Penig (1804–1864) und Gräfin Amalie Christiane Marie (1806–1880) und auch Schwester des Grafen Carl von Schönburg-Forderglauchau (1832–1898) und Schwiegermutter des Grafen Richard Clemens von Schönburg-Hinterglauchau (1829–1900). Durch Heirat wurde sie Ida von Fabrice. Von ihr wird ein Ölgemälde/Porträt im Historismus-Salon des Schlossmuseums Hinterglauchau gezeigt, das vom Maler Moritz Müller (genannt „Kindermüller“) in Dresden 1858 gemalt wurde.[144] Ihre Mutter Amalie Christiane Marie fertigte 1843 von Ida ein Porträtrelief aus Gips an, welches im Biedermeier-Zimmer von Schloss Hinterglauchau ausgestellt ist.[138]
- Gräfin Ottilie von Schönburg-Hinterglauchau (1830–1880), geb. Prinzessin von Schönburg-Waldenburg. Sie heiratet 1856 Richard Clemens von Schönburg-Hinterglauchau. Sie war dessen erste Frau. Die Ehe blieb kinderlos.[128]
- Graf Carl von Schönburg-Forderglauchau-Wechselburg-Penig (1832–1898). Er ist Sohn und Nachfolger des Grafen Alban von Schönburg-Forderglauchau (1804–1864). Seine Schwester war Ida (1829–1902). Mit dem Tode seines Vaters 1898 beanspruchte Carl für sich und seine Frau das komplette Schloss Forderglauchau, so dass Graf Heinrich von Schönburg-Hinterglauchau (1794–1881) mit seiner Frau Marie Clementine (1789–1863) aus dem bisher gemieteten „Peniger Anteil“ von Schloss Forderglauchau ausziehen mussten.[145] Von ihm wird ein Ölgemälde/Porträt des Malers Paul Kießling, entstanden in Dresden 1887, auf dem er in der Schönburgischen Hausuniform dargestellt ist, gezeigt im Historismus-Salon des Schlossmuseums Hinterglauchau.[146] Im Biedermeier-Zimmer von Schloss Hinterglauchau wird von Carl ein Porträtrelief aus Gips gezeigt, das von seiner Mutter, Gräfin „Emilie“ (1806–1880), im Jahr 1843 angefertigt wurde.[138]
- Karl von Schönburg (?). Er konvertiert am 19. März 1869 auf einer Romreise zum Katholizismus.[147]
- Carl Ernst von Schönburg-Waldenburg (1836–1915). Jüngster Sohn von Otto Victor I. von Schönburg-Waldenburg. Er erbt beim Tode seines Vaters 1859 Rittergut und Schloss Gauernitz. Carl Ernst ließ das Schloss Gauernitz zwischen 1862 und 1870 im Stil der deutschen Neorenaissance umbauen. Sein Enkel und Erbe Karl Leopold von Schönburg(1902–1992) wurde 1945 enteignet.
- Fürst (Eduard) Alois (Maria Alexander Konrad) von Schönburg-Hartenstein (* 21. November 1858 Karlsruhe; † 20. September 1944 Hartenstein). Österreichischer Oberster General und Verteidigungsminister.
- Heinrich Eduard von Schönburg (?). Er kauft am 9. Juli 1860[148] zusammen mit Otto Friedrich von Schönburg das Rittergut und den Edelhof Alberoda. 1848[149] beantragt er eine Teilung des Besitzes der fürstlichen Waldenburger Linie. Dazu kommt es dann 1861. Bei der Erbteilung 1861 erhält Heinrich Eduard Alberoda als Alleinbesitz. 1822[126] war er zum katholischen Glauben konvertiert.
- Otto Friedrich von Schönburg (?). Er kauft am 9. Juli 1860[148] zusammen mit Heinrich Eduard von Schönburg das Rittergut und den Edelhof Alberoda. Bei einer Erbteilung 1861 gelangt auch sein Teil von Alberoda an Heinrich Eduard.
- Gräfin Ida Friederike („Frida“) von Schönburg-Hinterglauchau-Rochsburg (1864–1943), geborene von Fabrice. Zweite Frau des Richard Clemens von Schönburg-Hinterglauchau-Rochsburg. Sie war musikalisch veranlagt.[142] Ihre Ehe blieb kinderlos.
- Prinz Hermann (Georg Victor Adolf) von Schönburg-Waldenburg (* 9. Januar 1865 Leipzig; † 20. Oktober 1943 in Hermsdorf[150][151]). Tschechischer Name: „Heřman Prinz ze Šumburka-Waldenburgu“. Deutscher Diplomat, Treuhänder und Besitzer der Rittergüter und Schlösser Hermsdorf und Grünberg in Sachsen sowie Schneeberg in Krain/Slowenien.
- Fürst Otto Sigismund von Schönburg-Waldenburg (* 8. April 1866 in Waldenburg; † 11. November 1936 Auf der Glatzen/Kladská). 1875 bis 1876 lässt er nahe Marienbad „Auf der Glatzen“, ein Jagdschlösschen und ein Sägewerk errichten. Um 1900 werden hier noch fünf Holzhäuser im Schweizer-Tiroler-Stil errichtet. Es entsteht der Ort Glatzen oder „Auf der Glatzen“. Otto Sigismund war Naturliebhaber, Wildzüchter und leidenschaftlicher Jäger. Hier befand sich unter ihm das zweitgrößte Jagdrevier in Böhmen. Das Fachwerk-Schlösschen und andere Gebäude blieben erhalten und dienen als Gaststätten und Pensionen. Otto Sigismund ist nahe dem Ort im Wald unter dem Berg Lydna (Glatzenberg) beerdigt – wohl ohne seine Frau Emilie Friederike (1876–1964), geborene Handschke. Seine Frau war eine Diva an der Potsdamer Oper.[152] Sein Vater war Otto Friedrich von Schönburg-Waldenburg, der das Gebiet von Glatzen 1873 gekauft hatte und seinem Sohn vererbte. 1906 schenkte Otto Sigismund dem Fürsten Adolf Josef von Schwarzenberg die beiden Bären „Ruschi“ und „Ajax“, die dann im Schloss von Böhmisch Krumau gehalten wurden.
- Graf Joachim (Maria Joseph Franz de Paula Anton Alfred Alfons) von Schönburg-Glauchau (* 20. Juli 1873 Wechselburg; † 3. Juli 1943 Leipzig). Er entstammt der Forderglauchauer Linie, die sich 1900 in Schönburg-Glauchau umbenannte. Auf Initiative des Glauchauer Oberbürgermeisters Dr. Walter Flemming (1890–1947) stellte Joachim von Schönburg-Glauchau Räume im Schloss Hinterglauchau zur Verfügung um (ab 1932/33?) das ehemalige Stadtmuseum/Gewerbemuseum hier neu eröffnen zu können.[153] 1940 erfolgte die Wiedereröffnung des Museums im Schloss Hinterglauchau.
- Fürst Otto Viktor II. von Schönburg-Waldenburg (1882–1914). Von 1907 bis 1910 unternahm er Jagdreisen nach Abessinien, Ägypten, Sudan, Jerusalem und Konstantinopel. Er brachte Jagdtrophäen, Kunstgegenstände, Waffen, Teppiche, ostasiatisches Porzellan und Glasgegenstände von diesen Reisen mit.[154] 1890[155] kauft er Rittergut und Schloss Pomßen mit dem Ort Naundorf und den Vorwerken Fuchshain und Eicha. Er fällt im Ersten Weltkrieg im September 1914 auf einem Erkundungsritt bei Reims.[17]
- Fürstin Eleonore von Schönburg-Waldenburg (1880–1965), genannt "Lory", geb. Prinzessin zu Sayn-Wittgenstein-Berleburg, widmete das Waldenburger Schlossmuseum (Landkreis Zwickau) von April bis September 2023 eine Sonderausstellung. Sie war in (zweiter?) Ehe verheiratet mit Fürst Otto Viktor II. von Schönburg-Waldenburg, der 1914 im Ersten Weltkrieg fällt. Fürstin Lory hatte einen Führerschein, einen Anglerschein und einen Jagdschein. In (erster?) Ehe war sie mit Herzog Ludwig Wilhelm von Bayern verheiratet. Von ihr existiert ein Gemälde (Porträt, sitzend)[156].
- Prinzessin Sophie (Helene Cecilie) von Schönburg-Waldenburg (21. Mai 1885 – 3. Februar 1936). Schwester von Fürst Günther von Schönburg-Waldenburg. Nach Heirat mit Wilhelm zu Wied wurde sie 1914 zur Fürstin von Albanien ernannt.
- Fürst Günther von Schönburg-Waldenburg (1887–1960). Er gründete 1921 im Waldenburger Schloss die „Waldenburger Tafelrunde“, die sich hier regelmäßig[157] traf. Sie bestand aus festen Mitgliedern von Persönlichkeiten aus Wissenschaft, Wirtschaft und Kultur. Sie debattierten, hielten Vorträge im Schloss Waldenburg und veröffentlichten in Waldenburg Publikationen u. a. zur schönburgischen Geschichte. 1939 fand die letzte Tafelrunde in verminderter Teilnehmerzahl statt.[158] Der frisch promovierte Mittelalter-Historiker Dr. Walter Schlesinger war von Fürst Günther beauftragt worden, die Monographie „Die Landesherrschaft der Herren von Schönburg“ zu erarbeiten. Dieses Werk wurde nur teilweise fertiggestellt und in Münster 1954 veröffentlicht.[159] Am 23. Oktober 1945[160] wird er in Waldenburg durch russische Soldaten verhaftet und auf der Insel Rügen interniert. Im gelingt die Flucht von Rügen (Greifswald lt. anderen Quellen) in die britische Besatzungszone. Seine Schwester war Sophie von Schönburg-Waldenburg, die später Fürstin von Albanien wurde.
- Graf Ernst Heinrich von Schönburg-Glauchau (* 1910; † September 1939). (Er ist Teil der ehemaligen Linie Forderglauchau.) Er fällt in der ersten Woche des Zweiten Weltkrieges. Er war nicht verheiratet und hat keine Kinder hinterlassen. Sein Bruder war Graf Carl von Schönburg-Glauchau (* 1899; † 12. April 1945 in Breslau).[17] Sein Vater war Joachim von Schönburg-Glauchau (1873–1943).[161]
- Graf Carl von Schönburg-Glauchau (* 1899; † 12. April 1945 in Breslau). Sein Vater war Joachim von Schönburg-Glauchau (1873–1943). (Er ist Teil der ehemaligen Linie Forderglauchau.) Er fällt in der vorletzten Woche des Zweiten Weltkrieges als Volkssturmmann in Breslau. Sein Bruder war Graf Ernst Heinrich von Schönburg-Glauchau (gest. September 1939).[17] Er heiratete 1927 Maria Ana Gräfin Baworowska (1902–1988) und hatte mit ihr vier Söhne und vier Töchter: Joachim, Rudolf, Johannes, Georg, Maria Franziska, Marie Octavie, Maria Assunta und Maria Josephine.[162]

### Ab 20. Jh.
- Karl Leopold von Schönburg-Waldenburg (1902–1992). Enkel und Erbe von Carl Ernst von Schönburg-Waldenburg(1836–1915). 1945 ist er im Besitz von Rittergut und Schloss Gauernitz und wird hier durch die Bodenreform enteignet.
- Alfred Prinz von Schönburg-Hartenstein (* 1953). Tschechischer Name: „Alfred princ ze Šumburku-Hartenštejna“. Geschäftsmann, Vorsitzender der Union der deutschen Adligen, Botschafter des Malteserordens in Bratislava.
- Maya Felicitas Prinzessin von Schönburg-Glauchau (* 15. August 1958 Berlin-Steglitz; † 27. Januar 2019 München). Durch Heirat mit Friedrich Christian Flick wurde sie Maya Flick.
- Gloria Prinzessin Schönburg-Glauchau (* 23. Februar 1960 Stuttgart), durch Heirat mit Johannes von Thurn und Taxis 1980 wurde sie Fürstin von Thurn und Taxis. Unternehmerin.
- Christoph Graf von Schönburg-Glauchau (* 1962), Sound Designer.[163]
- Alexander Graf von Schönburg-Glauchau (* 1969), Journalist, Schriftsteller, Chef des gräflichen Hauses Schönburg-Glauchau.

### Erloschene böhmische Linien
Vor Mitte des 13. Jahrhunderts werden die Schönburger auch in Nordböhmen ansässig. Diese Schönburger sind eng verwandt mit den Herren von Riesenburg auf Burg Osek.
Die Riesenburger werden auch als Gründer der in Sachsen gelegenen Burg Lichtenstein vermutet. Ein hier im Schlosshof vor 2019 ergrabenes rechteckiges Bergfriedfundament beweist die ungewöhnlich frühe Gründung dieser Burg im heutigen Sachsen (sonst kommen in Sachsen fast nur runde Bergfriede vor). 1349/50 werden Friedrich XIII. (erstgenannt 1341, gest. um 1367) und Albrecht I. (erstgenannt 1349, gest. um 1353) von Schönburg-Pirsenstein in Böhmen als Besitzer der (innerhalb Sachsen/Markgrafschaft Meißen gelegenen) Burgen Ponitz und Lichtenstein im Lehnbuch Friedrich des Strengen aufgeführt. Es handelt sich hier um königlich böhmische Lehen. Zuvor waren aber bereits andere Schönburger (Friedrich I. und Friedrich II.) aus der Glauchauer Linie Besitzer von Lichtenstein gewesen.
Auf der böhmisch-königlichen Burg Kaaden saßen zeitweise auch Schönburger (belegt ist ein Friedrich von Schönburg(† 1312)) als Burgvögte oder Burggrafen. Um 1449 gingen königliche Burg und Königsstadt Kaaden in den erblichen Besitz der Herren von Lobkowitz über.
Im Jahr 1295 wird Friedrich III. von Schönburg(?) durch den böhmischen König Wenzel II. zum Landrichter des Egerlandes ernannt.
1426 fällt Friedrich XVI. von Schönburg bei Aussig im Kampf gegen die Hussiten.
Kurzzeitig sollen auch die böhmischen Burgen Neu-Seeberg (und Altseeberg?) schönburgisch gewesen sein, denn Im Jahre 1437 erwarb Veit II. von Schönburg-Glauchau(1418–1472) die Herrschaft Seeberg, doch spätestens 1454 ist sie in den Händen der Burggrafen von Leisnig und wird 1454 von diesen weiterverkauft.
1472 kommt ein Friedrich von Schönburg in den Besitz der Herrschaften und Burgen Trautenau und Schatzlar. Seine Söhne erben die Herrschaften. 1521 ist sein Sohn Hermann von Schönburg gezwungen die Herrschaften Trautenau und Schatzlar wegen Verschuldung zu verkaufen. Er wohnte aber noch bis 1523 auf Burg Schatzlar.
1557 kauft Kaspar von Schönburg die böhmische Burg Graupen am südlichen Erzgebirgshang von Thimo V. von Colditz. Im Dreißigjährigen Krieg wird diese Burg stark zerstört.

#### Linie und Herrschaft Pürstein
Die genannte böhmische Burg Pürstein/Pirsenstein/Birsenstein am südlichen Erzgebirgshang war wohl auch zunächst ein Bau der Herren von Riesenburg gewesen, denn der Riesenburger Borso soll die gleichnamige Burg Purschenstein/Borsenstein/Birsenstein am nördlichen Erzgebirgshang (im heutigen Sachsen) errichtet haben.
Später kamen die mit ihnen verwandten Schönburger in den Besitz der böhmischen Burg Pürstein am südlichen Erzgebirgshang. Wohl um 1330 kommt Friedrich VII. von Schönburg in den Besitz der böhmischen Burg Pürstein.
1446 verkauft Alesch von Schönburg, Herr auf Burg Pürstein, die der Pürsteiner Linie der Schönburger gehörende Hälfte der Herrschaft Pressnitz an Nikolaus II. von Lobkowitz, Herr auf Burg Hassenstein. Somit ging auch der zweite Teil von Pressnitz den Schönburgern verloren(siehe Text weiter unten).

#### Linie und Herrschaft Neuschönburg
Offenbar die Pürsteiner Linie der Schönburger lässt um/vor 1435 die nahegelegene Neuschönburg bei Klösterle (Nový Šumburk oder heute auch Šumburk genannt) errichten, zu deren neuer Herrschaft auch die Stadt Klösterle an der Eger gehört. Diese Herrschaft Neuschönburg wurde aus der bisherigen Herrschaft der Burg Pürstein bei einer Erbteilung 1431 zwischen Alesch (CZ: Aleš; identisch mit Albrecht IV.?) und Wilhelm I. (Vilém) von Schönburg abgespalten. Wilhelm nennt sich 1435 „Vilém...zcu Nuenschonenburg“. 1442 erwirbt Wilhelm I. auf Neuschönburg Herrschaft und Burg Hoyerswerda in der (heute sächsischen) Oberlausitz. 1443 verkauft Wilhelm I. die in seinen Besitz geratene, der Neuschönburg benachbarte Burg Egerberg in Böhmen, gelangt aber 1444 durch Verrat wieder in den Besitz der Burg Egerberg. Schon 1449 verkauft Wilhelm I. von Schönburg die böhmische Neuschönburg mit der ihm gehörenden Herrschaft und der Stadt Klösterle an Wilhelm den Älteren von Ileburg(Eulenburg).
Offenbar kamen die Schönburger später nochmals in den Besitz der Burg und Herrschaft Neuschönburg, denn 1559 verkaufen sie diese „Herrschaft Klösterle mit der Neuschönburg“ endgültig.
Erst 1571 kommt die Herrschaft Hoyerswerda (in der später sächsisch gewordenen Oberlausitz) von den Schönburgern in die Hände des Heinrich von Maltitz.
Außerdem soll nahegelegen bei der Neuschönburg ursprünglich eine ältere „Schönburg“ existiert haben, über die bislang kaum etwas bekannt ist. Von dieser sind wohl keine Überreste sichtbar.
Unter Wilhelm I. von Schönburg auf Neuschönburg soll die kleine Burg Funkstein, östlich von Lestkov (Leskau) bei Klösterle auf einem Höhenrücken gelegen, zu seiner Herrschaft Neuschönburg gehört haben. Von ihr blieben nur minimale Reste/Steinhaufen als Bodendenkmal erhalten. Burg Egerberg war wohl nur kurzzeitig schönburgisch unter Wilhelm I. von Schönburg.

#### Linie und Herrschaft Hassenstein
Für die Errichtung der böhmischen Burg Hassenstein am südlichen Erzgebirgshang werden die Herren von Schönburg -in königlich böhmischem Auftrag- vermutet. Diese Burg wird zunächst in dem zwischen 1348 und 1353 entstandenen Gesetzbuch „Majestas Corolina“ des Böhmenkönigs Karls IV. erwähnt. 1348 wird Friedrich von Schönburg, Herr auf Hassenstein, mit der Stadt Geithain in Sachsen belehnt. Wohl dieser Friedrich überlässt 1357 Geithain sowie Stadt und Burg Kohren an die Herren von Reuß.
Alle Schönburger teilten sich im Hochmittelalter die Herrschaft Glauchau, hatten also Ansprüche daran. Daher kam es auch während des sogenannten Schönburgischen Bruderkrieges (1347–1355) dazu, dass die Herren von Schönburg-Hassenstein im Jahr 1349 bei einem Erbstreit der Glauchauer Brüder Hermann VIII. († 1356) und Friedrich XI. († 1389) um das Erbe ihres in den Deutschen Orden eingetretenen Bruders Dietrich II.(Lebensdaten?) von Böhmen aus Kriegsknechte nach Glauchau marschieren ließen um Glauchau zu belagern.
Mit einer Urkunde von 1351 verlieh Karl IV. die königliche Burg Hassenstein zusammen mit einem Teil von Preßnitz sowie dem damals noch böhmischen Schlettau (Burg!) und Hagensdorf (mit Rittersitz) bei Komotau an Friedrich und Bernhard von Schönburg. 1396 stellt sich Fritz („Friczko“) von Schönburg auf Hassenstein in den Dienst des Markgrafen Wilhelm von Meißen. Damit verletzt er seine Lehnspflicht zum Böhmenkönig. 1417 tritt Friedrich von Schönburg auf Hassenstein diese Burg (als Pfand?) an seinen Schwager Heinrich Reuß den Jüngeren von Plauen, einen Ritter des Deutschen Ordens, ab. Dieser verhielt sich 1418 rechtswidrig oder lag in Fehde mit dem böhmischen König. Februar 1418 lässt Böhmenkönig Wenzel IV. Hassenstein zunächst erfolglos belagern. Nach der Einnahme von Hassenstein im Jahre 1420 kommt die Burg in den Besitz der Herren von Lobkowitz. Grund dafür soll auch eine Beteiligung Veit I. von Schönburgs an einem Aufruhr gegen König Wenzel IV. von Böhmen gewesen sein. 1437 klagen die Schönburger am böhmischen Hoflehngericht auf Rückgabe von Burg und Herrschaft Hassenstein, offenbar ohne Erfolg. Die Hassensteiner Schönburger haben Hassenstein und die zugehörigen Güter, u. a. den halben Ort Pressnitz (sowie die böhmische Herrschaft und Burg Schlettau am nördlichen Erzgebirgshang) damit endgültig verloren.
Schon 1413 hatte Friedrich XIII. von Schönburg Stadt und Pflege Schlettau an das Kloster Grünhain abgetreten.
Der Ort (und Rittersitz/Festes Haus?) Hagensdorf (tschechisch: Ahníkov) bei Komotau war im 14. Jh. im Besitz der Schönburger. Er war Teil der Herrschaft Hassenstein-Pressnitz. Ort und Wasserschloss wurden wegen Braunkohleabbau im 20. Jh. devastiert.

### Erloschene Linie Schönburg-Rochsburg
Das Schlossmuseum Rochsburg teilte mit: nach aktuellem Forschungsstand begründete der Sohn des Grafen Otto Ernst von Schönburg-Remissau (gest. 1746), Graf Heinrich Ernst I. von Schönburg(-Rochsburg) (1711–1777), die Linie Schönburg-Rochsburg.
Mit Graf Heinrich Ernst II. von Schönburg-Rochsburg (* 29. April 1760 in Rochsburg; † 19. April 1825 in Rochsburg), Herr auf Schloss Rochsburg, vierter Sohn von Heinrich Ernst I. von Schönburg-Rochsburg, erlischt mit dessen Tod 1825 die Linie Schönburg-Rochsburg, da er keinen Sohn hat. Die kursächsische Lehnsherrschaft Rochsburg der Herren von Schönburg kommt danach in den Besitz der Linie Schönburg-Hinterglauchau und bei deren Erlöschen im Jahre 1900 mit dem Tode von Richard Clemens von Schönburg-Hinterglauchau(-Rochsburg) in den Besitz der Linie Schönburg-Forderglauchau, die sich nun in Schönburg-Glauchau umbenennt.

### „Erloschene“ Linie Schönburg-Remissau
Nach der Reformation kauften die Herren von Schönburg von Kursachsen die Herrschaft Remissau des aufgelösten Klosters Remse. Sie erhalten die Herrschaft als kursächsisches Lehen.
Die Reste der großen Klosterkirche werden von Ihnen zum Schloss Remissa(u) umgebaut. Hier residiert zeitweise die Linie Schönburg-Remissau.
In der nahe gelegenen kleinen romanischen Dorfkirche (nahe des „Schlosses“, welches „Roter Stock“ genannt wird wegen seiner roten Steine) befindet sich eine Gruft. Hier liegen mehrere (3?) Särge, die offenbar dem Haus Schönburg zuzuordnen sind.
Die Gruft wurde vor 2021 bei der Sanierung der Dorfkirche nur sondiert, ist ansonsten zugemauert.
Personen aus der Linie Schönburg-Remissau:
- Freiherr Wolf Ernst von Schönburg-Remissau († 1623)
- Freiherr Godfried Ernst von Schönburg-Remissau († 1679)
- Freiherr Christian Ernst von Schönburg-Remissau († 1718), seit 7. August 1700 im Reichsgrafenstand
- Graf Otto Ernst von Schönburg-Remissau († 1746)

Die Linie Remissau wurde scheinbar in Schönburg-Rochsburg umbenannt. Graf Ernst von Schönburg-Rochsburg († 1825), verkauft die kursächsische Lehnsherrschaft Remissau im Jahre 1789.

### Erloschene (alte) Linie Schönburg-Hartenstein
Mit dem Tod von Graf Friedrich Albert von Schönburg-Hartenstein (*?, † 18. Dezember 1786) erlischt 1786 die alte Linie Schönburg-Hartenstein. Sein Besitz (Herrschaft Hartenstein) geht nun in die Hände von Otto Carl-Friedrich von Schönburg-Waldenburg über. Sämtlicher Besitz der (späteren fürstlichen) Linie Waldenburg ist nun in einer Hand.

### Erloschene (alte) Linie Schönburg-Glauchau
Bereits im Hochmittelalter nennen sich viele Schönburger Herren von Glauchau (und Waldenburg). Oft waren sie aber nur Mitbesitzer von Glauchau, oder durften diesen Titel vertragsgemäß führen, obwohl sie keinen Anteil an Glauchau (und Waldenburg) besaßen.
Eine richtige Linie, die sich direkt „Schönburg-Glauchau“ nannte, entstand erst mit dem Teilungsvertrag vom 1. Mai 1556, durch den Georg I. von Schönburg alleiniger Besitzer der Herrschaften Glauchau und Remse wurde. Mit Georg I. von Schönburg-Glauchau (1529–1585) beginnt diese erste Linie Schönburg-Glauchau daher im Jahre 1556. Auch die böhmische Herrschaft Greßlas kommt am 27. Juni 1575 bzw. 30. März 1577 in den Besitz dieser Linie. Am 4. August 1601 erlässt August von Schönburg-Glauchau eine Bergordnung für Greßlas. Am 3. Oktober 1610 erlischt die Linie Schönburg-Glauchau im Mannesstamm mit dem Tode des August(us) von Schönburg-Glauchau (1583–1610).
Im Jahre 1900 entsteht eine neue Linie Schönburg-Glauchau, da die Linie Schönburg-Forderglauchau sich in Schönburg-Glauchau umbenennt. Ursache war das Erlöschen der Linie Schönburg-Hinterglauchau im Mannesstamme mit dem Tode des Grafen Richard Clemens.

### Hinweise zur Linie Schönburg-Penig und der älteren (erloschenen) Linie Schönburg-Glauchau
Bei einer Erbteilung 1556 unter den drei Brüdern Georg I., Hugo I. und Wolf II. erhielt letzterer die sächsischen Lehnsherrschaften Penig, Rochsburg und Wechselburg. Wolf II von Schönburg begründete die Hauptlinie Schönburg-Penig. Als sein Sohn Wolf III. als Erbe Glauchau erhielt, nannte er die Linie Schönburg-Penig in Schönburg-Glauchau um.
Personen der alten oder neuen Linie Schönburg-Penig:
- Freiherr Wolf(gang) II. von Schönburg-Penig (1532–1581)[10][11] ⚭ Anna Schenk von Landsberg († 1568 oder 1586[12])
- Freiherr Wolfgang III. von Schönburg-Penig (1556–1612)[13] ⚭ Anna Barbara Reuß von Plauen zu Untergreiz
- Freiherr Wolf Ernst von Schönburg-Remissau (1582–1623), Herr zu Penig und Glauchau, erstach im Streit seinen Bruder Otto Wilhelm (1587–1617) im Schloss Hinterglauchau, gerichtlich freigesprochen; → Nachfahren siehe unten
- Freiherr Wolfgang Heinrich I. von Schönburg-Penig (1605–1657)
- August Siegfried von Schönburg-Penig (1678–1763)
- Freiherr Wolfgang Heinrich II. von Schönburg-Penig († 1704)

### Erloschene Osterländisch-Thüringische Linie („Thüringische Schönburger“)
Erster bekannter Vertreter war Ulrich von Schönburg: „Ulricus de Schunenburg“ (ersterwähnt 1130, letztmals erwähnt oder † 1166). Seine Ersterwähnung erfolgte als Zeuge in einer Urkunde, die Gräfin Helinburg von Gleichen dem Kloster Volkenroda 1130 ausstellte. Das Wappen der Thüringer Linie soll nicht überliefert sein.
Spätestens 1394 muss diese Thüringer Linie im Mannesstamme erloschen sein, denn am 8. Mai 1394 verkauft Friedrich von Schönburg auf Schlettau den schönburgischen Restbesitz in den Bistümern Naumburg und Merseburg.
Die thüringische Linie ist letztmals im Jahre 1222 mit „Bertholdus de Sconenberch“(Berthold von Schönburg) belegt. Der dabei mit genannte „Hermannus“ ist sein (offenbar) verwandter Hermann von Schönburg aus der markmeißnischen Linie.
Die Urkunde von 1222 titelt: „Hermannus et Bertholdus de Sconenberch, nobiles“.
Angeblich führten die "osterländisch-thüringischen Schönburger" laut einer Quelle von 1981 ein im Schild liegendes Andreaskreuz als Wappen. Dabei handelt es sich wohl um einen Fehler der Autoren. Dazu siehe man auch das Wappen der Burggrafschaft Meißen und derer von Werben/Burgwerben, die vor den Schönburgern Besitzer der Grafschaft Hartenstein waren. Da die von Werben das Andreaskreuz führten, ist es unwahrscheinlich, dass die benachbarten thüringischen Schönburger auch dieses Wappen hatten. Verwandtschaft ist nicht belegt.
Die muldenländischen/markmeißnischen Schönburger, die seit Hermann I. in Geringswalde, Glauchau, Waldenburg und Hartenstein ansässig wurden, sollen mit den im Mannesstamm erloschenen thüringisch-osterländischen Schönburgern am nächsten verwandt sein, obwohl sie ein anderes Wappen führten.
Andere Quellen sagen aber aus, dass das Wappen der thüringischen Schönburger nicht überliefert ist.
Nicht mit den thüringischen Schönburgern zu verwechseln sind die mutmaßlich ebenfalls von der Schönburg bei Naumburg abstammenden Herren von Schönberg sowie seit 1174 genannte bischöflich-naumburgische Ministeriale, die auf der Schönburg bei Naumburg als Burgvögte ansässig waren und sich auch nach dieser Burg „Schönburg“ nannten.
Als Quellen/Literatur zu den thüringischen Schönburgern sind zu nennen:
- Felix Rosenfeld (Bearbeiter): Urkundenbuch des Hochstifts Naumburg, Teil 1 (967–1207) (Geschichtsquellen der Provinz Sachsen Nr 1), Magdeburg 1925.
- Otto Posse: Die Urahnen des Fürstlichen und Gräflichen Hauses Schönburg. Dresden 1914.

### Erloschene Linie Schönburg-Penig-Mittelglauchau
1623 entstanden durch eine brüderliche Erbteilung aus dem Amt Glauchau die bekannten Ämter und Linien Schönburg-Hinterglauchau und Schönburg-Forderglauchau. Laut Walter Schlesinger bestand zwischen 1681 und 1763 ein drittes Glauchauer Amt „Schönburg-Mittelglauchau“ mit der gleichnamigen Linie, die somit im Jahre 1763 offenbar erloschen ist.
Personen:
- Graf Wolf Heinrich von Schönburg-Penig-Mittelglauchau († 1704)[102]
- Graf August Siegfried von Schönburg-Penig-Mittelglauchau[102] (1678–1763). Er war wohl musisch veranlagt, denn 1760 schenkte er der Kirche „ein Paar schöne und grose Paucken“.[74]
- Graf Friedrich Erdmann von Schönburg-Penig-Mittelglauchau (1683–1729[103]). Sein Porträt und Epitaph mit „Kriegsgerüste“ befindet sich noch in der Glauchauer Georgenkirche. Siehe dazu Charlotte Elisabeth von Schönburg-Mittelglauchau.
- Gräfin Charlotte Elisabeth von Schönburg-Penig-Mittelglauchau (1698–1738), geborene Freifrau von der Schulenburg. Ihr Gemahl Friedrich Erdmann verstarb 1729 und sie ließ ihm zu Ehren in der St. Georgen-Kirche in Glauchau das sogenannte „Kriegsgerüste“ (Epitaph mit Inschrift und Waffen und Fahnen darüber) errichten, was bis heute vorhanden ist. Eine der beiden Quellen nennt offenbar fälschlich 1727[48] als Datum der Errichtung des Kriegsgerüstes. 1730 soll Seine Witwe das Porträt zu seinem Epitaph gestiftet haben.

Mit Graf August Siegfried von Schönburg-Penig-Mittelglauchau erlischt diese Linie demnach im Jahre 1763.

### Erloschene Linie Schönburg-Lichtenstein
Ebenso wie die Linie Schönburg-Stein war die Linie Schönburg-Lichtenstein entstanden durch Erbteilung des Besitzes der Waldenburg-Hartenstein-Stein-Lichtensteiner Gesamtlinie (Waldenburger Linie).
Schloss Lichtenstein war in der Neuzeit Besitz der Schönburg-Waldenburger Linie, die hier eine Gruft einrichtete.
Personen der Schönburg-Lichtensteiner Teillinie des Hauses Schönburg-Waldenburg (mit Hartenstein):
- Georg Ernst von Schönburg-Lichtenstein (1601–1664)[187]
- Graf Wilhelm Heinrich von Schönburg-Lichtenstein († 1740)
- Graf Otto Wilhelm von Schönburg-Lichtenstein († 1747)

### „Erloschene“ Linie Schönburg-Stein
Mit dem Aussterben der Herren Trützschler von Eichelberg fiel im Jahre 1632 deren schönburgisches Lehen Burg Stein mit deren Herrschaft Stein an die Schönburger zurück. Graf Otto Ludwig († 1701) von Schönburg-Waldenburg, Hartenstein und Lichtenstein bestimmte testamentarisch die Herrschaft Stein zum Besitz seines Sohnes „Ludwig Friedrich von Schönburg-Stein“. Dieser begründete die Linie Schönburg-Stein. Sie soll von 1702 bis 1757 bestanden haben.
Personen:
- Ludwig Friedrich von Schönburg-Stein
- Graf Albrecht Karl von Schönburg-Stein († 1765)
- Graf Otto Karl Friedrich von Schönburg-Stein (1758–1800)

### Erloschene Linie Schönburg-Crimmitschau
Mit dem Aussterben der Reichsministerialen von Crimmitschau im Jahre 1301 im Mannesstamme, erbten die mit ihnen verwandten Herren von Schönburg die Herrschaft und Burg Crimmitschau mit der gleichnamigen Stadt. Nachdem das Familienoberhaupt der Gesamtfamilie der markmeißnisch-böhmischen Schönburger, Friedrich III. um 1300 den Gesamtbesitz aufteilte unter seinen Brüdern, nannten sich die neuen Besitzer von Crimmitschau dann Herren von Schönburg-Crimmitschau. Bekanntester Vertreter der Crimmitschauer Linie war Friedrich IV. († um 1324/1326), der am 31. März 1307 Anführer der pleißenländischen Reichsstädte Altenburg, Zwickau und Chemnitz in der Schlacht bei Lucka (gegen die Wettiner) war und von den Wettinern nach deren Sieg gefangen genommen wurde. Aus der Gefangenschaft wurde er erst entlassen, als er in einem Vertrag mit den Wettinern auf die Reichsunmittelbarkeit seiner Herrschaft Crimmitschau -zugunsten der Wettiner- verzichtete. Crimmitschau war damit wettinisches Lehen der Schönburger geworden.
Die Linie Schönburg-Crimmitschau beginnt mit Hermann IV. (1261 bis 1300 belegt). Bruder von Friedrich III. Die Söhne von Friedrich III. erhielten Glauchau, Pürstein(Birsenstein) und Hassenstein. Die Nachkommen von Hermann IV. erhielten Crimmitschau allein, Schlettau und Stollberg wohl anteilig. Als letzter Schönburg-Crimmitschauer stirbt 1413 Friedrich XI. Mit Friedrich XI. erlischt die Crimmitschauer Linie im Jahre 1413. Zuvor war er noch alleiniger Besitzer von Hassenstein, Preßnitz und Schlettau geworden.
Im Jahre 1413 gehen mit dem Aussterben der Herren von Schönburg-Crimmitschau im Mannesstamme Herrschaft, Stadt und Burg Crimmitschau endgültig an die Markgrafen von Meißen (Wettiner) über. Seit 1413 war die Stadt Crimmitschau daher Teil der wettinischen/(kur-)sächsischen Lande.
In der Orlamünder Fehde (1334/1335 und 1342/1343) war die Crimmitschauer Linie der Schönburger wieder Gegner der Wettiner, während die Glauchauer Linie auf Seite der Wettiner stand.
Den Herren von Schönburg-Crimmitschau gehörte die Herrschaft Meerane als königlich-böhmisches Lehen. Dies ist für 1361 belegt. Mit dem Aussterben dieser Linie gelangte die Herrschaft Meerane (als böhmisches Lehen?) an die anderen schönburgischen Linien und wurde letztlich vor 1493 mit der Herrschaft Glauchau vereinigt. 1459 wurde Meerane letztmals als eigenständige Herrschaft erwähnt.
Das Wappen der Herren von Schönburg-Crimmitschau entsprach dem der muldenländischen Linie (rot-weiß abwechselnd schrägrechts fallend), wie das jüngere Wappen der Stadt Crimmitschau beweist. Das Siegel von Friedrich XI. von Schönburg aus der Crimmitschauer Linie, Herr zu Hassenstein, Preßnitz, Schlettau und Crimmitschau, aus dem Jahre 1358 zeigt einen mittig (waagerecht) zweigeteilten Schild. Im oberen Teil das Oberteil eines schreitenden Löwen, offenbar der des Pleißenlandes. Im unteren Schildteil offenbar drei Schrägrechtsbalken auf blankem Schild.
Nahe dem Crimmitschauer Marktplatz sind in einer Tordurchfahrt mehrere alte Crimmitschauer Stadtwappen angebracht. Eines zeigt drei rote Schrägrechtsbalken auf silbernem Schild innerhalb des integrierten schönburgischen Wappens.

## Heiraten zwischen schönburgischen Linien
Aus der genannten Quelle stammen (soweit nicht andere Quellen genannt) nachfolgende Heiratsverbindungen zwischen schönburgischen Linien:
- 1679 heiratet Christian Ernst von Schönburg (1655–1718), Herr von Hinterglauchau (seit 7. August 1700 Reichsgraf) Juliane Marie von Schönburg-Hartenstein (1645–1683). Es ist die erste von zwei Ehen von Christian Ernst.
- Im Jahr 1757 heiratet Graf Albert Christian Ernst von Schönburg (1720–1799), Inhaber der Herrschaft Hinterglauchau, seit 1780 katholisch, in zweiter Ehe Gräfin Magdalene Franziska Elisabeth von Schönburg-Wechselburg (1727–1772). Ihr Rufname war Franziska. Insgesamt heiratet Graf Albert Christian Ernst viermal.
- 1820 heiratet Graf Heinrich Gottlob Otto Ernst von Schönburg (1794–1881), Besitzer der Herrschaft Hinterglauchau, Prinzessin Marie Clementine von Schönburg-Waldenburg (1789–1863). Ihr Rufname war Clementine.
- Im Jahr 1856 heiratet Graf Richard Clemens von Schönburg (1829–1900), Herr von Hinterglauchau, in erster Ehe Prinzessin Ottilie von Schönburg-Waldenburg (1830–1880). Richard Clemens wird später noch einmal heiraten.

Auch aus dem Mittelalter sind Heiraten zwischen weitläufig verwandten Schönburgern belegt:
- Am 18. Juni 1295 gibt Papst Bonifatius VIII. für Friedrich von Schönburg und Mathilde von Schönburg Dispens für eine Ehe.
- Am 25. Januar 1372 gewährt Patriarch Johannes von Alexandrien, Vikar des Apostolischen Stuhls, Dispens für eine Ehe des Wenzel von Schönburg (Sohn von Bernhard von Schönburg) mit Sophie von Schönburg (Tochter des Friedrich von Schönburg). Den Patriarch hatte Papst Gregor XI. am 2. Oktober 1371 in Avignon bevollmächtigt Dispens für 20 Ehen zwischen Verwandten vierten Grades erteilen zu dürfen.

## Verwandtschaft mit anderen Adelsfamilien in Hochmittelalter, Spätmittelalter und früher Neuzeit
- „Thüringer Schönburger“ auf der Schönburg bei Naumburg[198]
- Herren von Obran in Mähren (Agnes von Obran)[199]
- Herren von Riesenburg in Nordböhmen (Gaugrafen von Bilin)[200][201]
- Herren von Kamenz in der Oberlausitz (ursprünglich Herren von Vesta aus Vesta bei Bad Dürrenberg)[202]
- Herren von Gersdorf und Blankenau in Mittelsachsen[203]
- Burggrafen von Leisnig (Amabilia von Leisnig († 1559))[204]
- Waldenburg (Adelsgeschlecht): Hermann von Schönburg (* um 1240; † nach 1290), -es handelt sich hier wohl um Hermann III.-, heiratete Sofie von Waldenburg (* um 1244). Laut Stammliste der Waldenburger.
- Rieneck (Adelsgeschlecht), (Anna von Rieneck (1458–1525))[205]
- Reichsministeriale von Crimmitschau auf Burg Schweinsburg (nicht zu verwechseln mit denen von Schönburg-Crimmitschau)[206]
- Herren von Putbus (Katharina Agathe von Putbus (1549–1608))
- Schenk von Landsberg (Anna Schenk von Landsberg († 1568 oder 1586))
- Vögte von Plauen (u. a. Anna Barbara Reuß von Plauen zu Untergreiz)
- Grafen von Mansfeld (Dorothea von Mansfeld zu Vorder-Ort (1519–1550))
- Reuß zu Greiz, (Dorothea Reuss zu Greiz (1522–1572))
- Grafen von Schlick, (Elisabeth von Schönburg (1484–1522), Schwester von Wolf I., verheiratet mit Graf Hieronymus II. von Schlick[207])